# Winx Club
Winx Club ist eine Zeichentrickserie produziert von Rainbow SpA und Nickelodeon. Die Serie begann im Jahr 2004 in Italien. Die Serie umfasst 208 Folgen in acht Staffeln, vier Specials, drei Kinofilme, zwei Spin-offs sowie eine Realverfilmung. Die Serie wurde von dem Illustrator Iginio Straffi kreiert, der auch Huntik und Club 57 produzierte.

## Inhalt
Staffel 1
Die 16-jährige Bloom lebt als scheinbar völlig normales Erdenmädchen – abgesehen von ihrem Glauben an Feen und magische Wesen – mit ihrem Kaninchen Kiko bei ihren Pflegeeltern Mike und Vanessa in einer kleinen Stadt namens Gardenia. Damals wusste sie noch nicht, dass diese nicht ihre richtigen Eltern sind. Eines Tages, im Park von Gardenia, trifft Bloom die wunderschöne Feenprinzessin Stella, als sie gerade in Schwierigkeiten ist, und rettet sie. Im Kampf gegen einen Oger entdeckt Bloom ihre magischen Kräfte und dass sie eigentlich – ebenso wie Stella – eine Fee ist. Bloom und Stella freunden sich an. Stella überredet Bloom, sie zum Zauberreich Magix zu begleiten, und mit ihr die Feenschule Alfea, die beste Schule für junge Feen, zu besuchen. So folgt Bloom Stella und meldet sich am Feeninternat Alfea an – dort ist sie gemeinsam mit Stella und den Feen Musa, Flora und Tecna in einer Wohnung untergebracht. Die 5 Feenmädchen schließen schnell Freundschaft; die Wohnungsgenossinnen tun sich zusammen und gründen den „Winx Club“. Bloom findet eine Menge über sich heraus: Sie hat eine Schwester, Daphne die Nymphe, und ihre Eltern haben sie lediglich adoptiert. Sie macht es sich zur Aufgabe, ihre leiblichen Eltern zu finden und das Geheimnis der Ahnen und ihrer Schwester zu lösen. Sie lernt den Spezialisten Sky kennen und verliebt sich in ihn, doch diese Rechnung hat sie ohne seine Verlobte gemacht. Neben ihrer Erdenfeindin Mitzi und Prinzessin Diaspro müssen sich die Mädchen aber auch noch den Trix – einem Hexentrio, das aus Icy, Darcy und Stormy besteht – stellen. In einer großen Schlacht gegen die Armee der Finsternis muss Bloom beweisen, was in ihr steckt.
Staffel 2
Auch das zweite Jahr in Alfea hält für die Mädchen einiges bereit. Ein neuer dunkler Gegner ist aus einem tiefen Schlaf aufgewacht; der Meister der Templer hatte ihn zurück in die Dunkelheit geschickt und in diesen Schlaf fallen lassen. Der Feind befreit die Trix aus Lichtfels. Mit ihrer Hilfe und seinen Schattenmonstern will er die vier Quadranten des Codex holen, die sich in den drei Schulen von Magix und im Elfendorf befinden. Aber es gibt auch neue Verbündete. Neben einer neuen Fee namens Layla, die die Mädchen im Wald entdecken, bekommt auch jede von ihnen eine Herzbandelfe, die ihnen bei ihren Missionen hilft – aber nicht nur dort. Chatta macht Flora Mut und so schafft sie es, Helia ihre Liebe zu gestehen. Bloom hat dafür eine ganz neue aufregende Beziehung zwischen ihr und dem Lehrer Professor Avalon. Sie glaubt, dass sie mit seiner Hilfe mehr über ihre Herkunft und über ihre Eltern erfahren kann. Da sie mit ihm sehr viel Zeit verbringt, gibt es auch Spannungen in ihrer Beziehung zu Prinz Sky. Auch Stellas Beziehung zu Brandon wird stark gestört, durch eine Prinzessin aus Tiefland, die sich ihn als Ehemann ausgesucht hat. Die Winx müssen eine starke Angst überwinden und bekommen dadurch ihr Charmix, mit dem sie Lord Darkar, der sich in einen Schattenphoenix verwandeln kann, gewachsen sind. Zusammen mit ihren Lehrern und den Trix müssen die Winx nun gegen ihn bestehen.
Staffel 3
Die Ferien beginnen und Bloom und Stella verbringen diese in Solaria. Doch sie haben noch keine Vorstellung davon, wie diese enden. Gräfin Cassandra und ihre furchtbare Tochter haben Stellas Vater unter ihrer Kontrolle und verwandeln Stella in ein Monster. Die Sonne über Solaria scheint nicht mehr. In der Omega-Dimension führen währenddessen die Trix einen Kampf um Leben und Tod. Dabei befreien sie den dunklen Magier Valtor und wollen sich mit ihm sämtliche Zauberformeln der Magischen Dimension aneignen. Valtor wurde von den Ahnen selbst erschaffen und hat genau wie Bloom das Drachenfeuer in sich. Durch diese einzigartige Verbindung zu Bloom weiß er auch viel über ihre Vergangenheit. Doch nicht nur das ist Blooms Sorge, denn Diaspro hat ihren Sky vergiftet. Timmy macht sich Sorgen, weil Tecna in der Omega-Dimension verschollen ist, und Layla lernt den mysteriösen Ophir (alias Nabu) kennen, den sie heiraten soll. Die Winx müssen, um eine vollendete Fee zu werden und Valtor zu vernichten, ihr Enchantix bekommen. Dieses erlangt man, indem man eine Person seines Heimatplaneten rettet. Doch das wird vor allem für Bloom eine Herausforderung, denn alle Bewohner Dominos sind tot.
Winx Club – Das Geheimnis des verlorenen Königreichs
Bloom ist nun eine Enchantixfee und der Moment, ihre Eltern zu retten, ist gekommen. Zusammen mit ihren Freundinnen und Prinz Sky macht sie sich auf in die Dunkle Dimension. Dabei muss sie sich einmal mehr einem neuen Feind stellen: Mandragora, diese herrscht über die Insekten und greift mit ihnen Alfea an. Sie und ihre Riesen-Insekten beschädigen die Alfea-Schule immens. Außerdem droht sie, Blooms Adoptiveltern zu töten. Ihre gesamte Kraft bekommt sie von den Urahnen der Hexen. Diese sind in der Dunklen Dimension gefangen und wollen Mandragora dazu nutzen, sie zu befreien. Bloom und Sky stellen sich ihnen. Sky benutzt Oritels Schwert und greift mit ihm Mandragora an. Mandragora wird vernichtet und die Dunkle Dimension zerstört. Domino erlebt eine Wiedergeburt und blüht neu auf. Durch den mutigen Einsatz von Prinz Sky und Prinzessin Bloom konnte das Königspaar von Domino gerettet werden. Bloom hat es geschafft. Sie kann endlich – nach so langer Zeit – ihre leiblichen Eltern Marion und Oritel in die Arme schließen.
Staffel 4
Wieder beginnt ein neues Jahr in Alfea und die Winx sind nun selbst Lehrerinnen der Feenschule; sie unterrichten die jungen Studentinnen in ihrem eigenen Kurs „Winxologie“. Dies jedoch ändert sich schnell wieder, denn sie haben eine neue Mission zu erfüllen: Sie müssen Roxy, die letzte Fee der Erde, vor den Hexern des Schwarzen Kreises beschützen. Dafür ziehen sie zu Mike und Vanessa auf die Erde. Um gegen die Hexer bestehen zu können, brauchen sie Believix-Kräfte. Diese erreichen sie, indem sie Roxy, die letzte Erdenfee davon überzeugen, dass es Feen gibt und sie den Winx so ihren Glauben und ihr Vertrauen schenkt. Die Winx eröffnen einen Laden in Gardenia, den sie Love & Pet nennen; dort verkaufen sie Feenkuscheltiere und bringen den Menschen die Magie näher. Roxy findet ihren verlorenen Glauben an die Feen wieder und verstärkt nun die Winx vorerst als siebtes Mitglied im Bunde. Dank Roxys Glauben können die Winx die Believix-Stufe erreichen, welche ihnen neue Kräfte verleiht, mit denen sie nun stärker gegen die Hexer des Schwarzen Kreises vorgehen können. Die Winx reisen nach Tir na Nog und befreien die Erdenfeen, die dort jahrelang von den Hexern gefangen gehalten wurden. Doch die Feen denken nur noch an Rache. Später stellt sich heraus, dass die Erdenfeenkönigin, Morgana, zugleich die Mutter von Roxy ist. Letztendlich vergeben die Feen den Hexern, doch diese hatten ihnen nur eine Falle gestellt. Alle Erdenfeen werden in ein gewaltiges Portal hineingezogen. Nabu, der Duman vernichtete, schafft es, das Portal zu verschließen, dies jedoch bezahlt er mit seinem Leben. Die Feen wenden sich von Morgana ab und machen sich mit Nebula und Layla, die nun auch eine Rachefee ist, auf in die Omega-Dimension. Die Winx und Nebula schaffen es, die Hexer dort zu besiegen und Nebula wird zur neuen Erdenfeenkönigin. Layla trauert um Nabu. Roxy gibt ihr Leben auf der Erde auf, um an der Alfea-Schule zu studieren.
Winx Club 3D – Das magische Abenteuer
Bloom ist das Leben im Palast etwas lästig geworden. Die Eröffnungsfeier des neuen Schuljahres von Alfea ist in vollem Gange, als die Trix diese stören. Nach einem Kampf gegen die Winx verschwinden sie wieder mit dem Kompass. Sie greifen die Elfen an und folgen ihren Meisterinnen. Dieses Mal handeln sie unter dem Kommando der drei Urahnen, die durch die Zerstörung der Dunklen Dimension befreit wurden. Sie rauben den Winx jegliche Magie und tragen den Trix auf, die positive Energie endgültig zu zerstören. Die Winx und die Spezialisten machen sich gemeinsam auf den Weg, die positive Energie zu beschützen. Prinz Sky macht Bloom einen Heiratsantrag, den sie annimmt, doch wegen eines Vorfalls zwischen seinem Vater und Oritel zieht er diesen zurück. Die Winx nehmen die Trix gefangen, retten die positive Energie und bezwingen die Urahnen nun endgültig. Die drei alten Hexen sind nun vernichtet. Oritel verzeiht Erendor und so beschließen Bloom und Sky nun, doch zu heiraten.
Staffel 5
In Andros wird König Neptun von seinem Sohn Tritannus angegriffen. Dafür wird der Meermann eingesperrt. Auf der Erde helfen die Winx, eine brennende Bohrinsel zu löschen. Doch es ist viel Öl in den Ozean geflossen, wodurch sich Tritannus in ein grünes, schuppiges Monster verwandelt. Er ist sauer auf seine Familie und verwandelt sie alle in Monster. Mit seinem Dreizack ist er sehr mächtig und hat es sich zum Ziel gemacht, alle Ozeane unter seine Kontrolle zu bringen und den Herrscherthron einzunehmen. Er befreit die Trix und gibt ihnen neue Kräfte. Sky verliert im Kampf mit Icy sein Gedächtnis und seine Eltern bringen die bösartige Diaspro zurück nach Eraklyon. Zwischen Tritannus und Icy bahnt sich eine Romanze an, die ihren Schwestern jedoch missfällt. Tritannus entführt Daphne, die Nymphe, und foltert sie, damit sie ihm sagt, wie er Sirenix-Kräfte erlangen kann. Die Winx bekommen ihre Sirenix-Kräfte und können so in den Unendlichen Ozan eintreten. Nachdem er Daphnes Sirenix-Kraft – durch die Zerstörung ihrer Sirenix-Quelle im Roccaluce-See – absorbiert hat, verleiht Tritannus sich und den Trix die Kräfte des Dunklen Sirenix, wodurch diese ebenfalls unter Wasser atmen können. Sie und Tritannus können nun auch Sirenix-Tore öffnen und in den Unendlichen Ozean gelangen. Mit ihren Sirenix-Beschützerinnen, Selkies und der Kraft von Harmonix und Sirenix sind die Winx in der Lage, Tritannus aufzuhalten. Während Layla den gut aussehenden Roy kennenlernt, geht für Bloom ein ganz besonderer Wunsch in Erfüllung: Mit ihrem Sirenix-Wunsch wünscht sie sich, dass der Sirenix-Fluch für immer gebrochen wird, wodurch ihre große Schwester Daphne befreit wird. Tritannus wird aus der Magischen Dimension verbannt. Die Winx retten erneut die Magische Dimension und geben ein Konzert auf Andros.
Winx Club – Das Geheimnis des Ozeans
Die sechs Winx sind mittlerweile Tutoren für neue junge Feen in Alfea. Die Trix wollen den Herrscherthron besteigen, doch sie brauchen dafür einen König. Sie treffen dabei auf Politea, eine böse Nymphe, die Tritannus aus der Vergessenheit zurückholen will, jedoch scheitert ihr Versuch. Sie verbündet sich mit den Trix und diese entführen Sky bei einem Treffen mit Bloom. Sie befreien Tritannus. Politea hat es auf eine magische Perle abgesehen und während die Winx alles daransetzen, ihre Feinde zu besiegen, hintergeht Politea ihre eigenen Verbündeten und verschmutzt weiter die Meere.
Staffel 6
An Schloss Wolkenturm studiert die neue Hexe Selina. Sie besitzt das magische Buch Legendarium, mit dessen Hilfe sie alle möglichen Kreaturen heraufbeschwören kann. Die Trix greifen den Wolkenturm erneut an und bringen Selina dazu, furchtbare Monster auf die Winx zu hetzen. Bei einer Konfrontation mit Selina raubt ihnen die starke Kraft des Legendariums ihre Kräfte, doch dank Bloom und der Bloomix-Kraft können sie gegen die Hexen bestehen. Selina ist die Hexe der Schlangen und eine alte Schulfreundin von Bloom. Sie wurde von der großen Feenmutter ausgebildet und plant nun, Acheron, der ihr neue Kräfte versprach, aus dem Legendarium zu befreien. Die Winx reisen zur großen Feenmutter Eldora auf die Erde und werden dabei erneut von Monstern und den Trix angegriffen. Auf der Tir na Nog-Schule erlangen die Winx und Eldora die Mythix-Zauberstäbe. Mit der Kraft des Mythix reisen die Winx in das Legendarium und setzen alles daran, es zu verschließen. Layla hat nun zwei Verehrer, neben Roy ist nämlich auch Nex, ein Paladiner, sehr interessiert an der schönen Fee. Roxy versucht, Miss Griffin zu helfen, die von den Trix in eine alte Krähe verwandelt wurde. Nachdem Acheron sein Wort nicht hält, sieht Selina ihre Fehler ein und Acheron und die Trix bleiben im Legendarium gefangen, das nun verschlossen wurde. Daphne hat den Paladiner Thoren kennengelernt, sich in ihn verliebt und sie haben geheiratet.
Staffel 7
Faragonda zeigt den Winx den Alfea-Naturpark. Als ein mysteriöser Vogel ein Tier jagt, wird Roxy stutzig. Die Winx greifen den Vogel an, doch er entkommt. Bei dem Vogel handelt es sich um Kalshara, eine Formenwandlerin. Sie und ihr Bruder Brafilius, der Zauberer, sind Feentierjäger. Kalshara will die Ultimative Macht der Feentiere besitzen und sucht dafür das dazugehörige Tier. Die Winx besitzen Zeitreisesteine, um nach dem Tier zu suchen. Brafilius stiehlt Roxys Stein und behindert die Winx bei ihrer Mission. Unter anderem lernt Musa bei den Zeitreisen den attraktiven Orlando kennen und die Winx werden von einem Baby-Dino vor einer Riesenspinne gerettet. Nachdem Kalshara die Kielkatze stiehlt, zerstören die Winx das Versteck ihrer Feinde. Die Winx haben ihr Butterflix durch die Befreiung der Maulbuddel schon erhalten. Nun, wo sich jede der Winx mit einem Feentier verbunden hat, erfahren die sechs Feen von ihren Feentieren, dass es einen Grund gibt, warum sie sich mit den Feentieren verbunden haben: Sie sind die Feentiere, die über die Ultimative Macht wachen. Kurz danach bekommen die Winx von ihnen Armbänder verliehen, diese besitzen die Tynix-Kräfte. Dank diesen Armbändern, die die Tynix-Kräfte besitzen, können die sechs Feen in die Miniwelten reisen und mit allen Feentieren kommunizieren. Brafilius befreit versehentlich die Trix, die ihn entführen. Kalshara will Brafilius vor den Trix retten und bittet die Winx um Hilfe, sie ist jedoch nur hinter der Ultimativen Macht her. Kalshara schließt sich den Winx an. Um die Ultimative Macht zu retten, müssen sich alle sechs Feentiere miteinander verbinden und zum Unendlichkeits-Schwan transformieren. Nachdem sie das getan haben, besiegt er die Trix und Kalshara stürzt in die Tiefe. Laylas Beziehung zu Nex entwickelt sich weiter und die Feen schaffen es erneut, Magix zu retten. Die Feentiere müssen sich schweren Herzens von den Winx trennen, versprechen ihnen aber, immer mit ihnen im Herzen verbunden zu sein.

## Das Magische Universum
Die Magische Dimension:
Diese ist eine Dimension, die viele verschiedene Planeten enthält, in denen Magie existiert. Das Zentrum der Magischen Dimension ist der Schulplanet Magix; auch andere Dimensionen beziehen ihre Magie von dem Planeten Magix, auf dem sich insgesamt drei Schulen befinden: die Feenschule „Alfea“, die Hexenschule „Wolkenturm“ und die Spezialistenschule „Rote Fontäne“. Alle drei Schulen von Magix sind durch einen unterirdischen Gang miteinander verbunden.
Die Omega-Dimensionen:
Die Omega-Dimension ist eine gefrorene Dimension, in ihr werden die Schwerverbrecher der Magischen Dimension gefangen gehalten. Der Übergang von der Magischen Dimension in die Omega-Dimension ist möglich.
Der Unendliche Ozean:
Auf ihm stehen die drei Säulen des Unendlichen Ozeans: die Säule des Lichts, die Säule des Gleichgewichts und die Säule der Kontrolle. Sie bilden das Fundament, auf dem die Magische Dimension steht, sie sind die Grundlagen für alle Bereiche der Magischen Dimension. Durch Unterwasserportale auf Laylas Heimatplaneten Andros, der zu großen Teilen mit Wasser bedeckt ist, sind alle Ozeane der Magischen Dimension mit dem Ozean von Andros und dem Unendlichen Ozean verbunden.
Relix:
Relix ist die Dimension, in der die Ultimative Macht des Universums verwahrt wird. Um das Portal von Relix zu öffnen, benötigt man zwei Dinge: die vier Teile des Codex, sowie neutrale oder gegensätzliche Magie, die sich neutralisiert.
Das Goldene Königreich:
Im Goldenen Königreich werden die Wassersterne aufbewahrt, damit sie nicht mit der Macht der Drachenflamme reagieren, denn beide Kräfte sind zu gegensätzlich.
Obsidian:
Obsidian, auch bekannt als die „Dunkle Dimension“, war einst Blooms Heimatplanet Domino. Durch das Wirken der drei Urahnenhexen und Mandragora, die in ihm verschlossen waren, war er lange Zeit vereist und unbewohnt. Er war die Dimension des ultimativen Bösen und der Dunkelheit. Das Schwarze Tor war das Portal nach Obsidian. Mandragora, die Hexe der Insekten, war die Wächterin des obsidianischen Zirkels, dem geheimen Eingang zu Obsidian, und treue Dienerin der Urhexen. Durch die Geschehnisse in Winx Club – Das Geheimnis des verlorenen Königreichs konnte Blooms Heimatplanet Domino gerettet werden.
Die Dunkle Vergessenheit:
Die Dunkle Vergessenheit dient wie die Omega-Dimension als Gefängnis. Tritannus wurde dorthin verbannt. Das Portal zur Dunklen Vergessenheit steht im Ozean von Andros.
Die Legendarium-Welt:
Sie ist die Welt der Legenden und befindet sich im Legendarium, das eine Verbindung zwischen der realen Welt und der Welt der Legenden herstellt. Verweilt man zu lange in der Legendarium-Welt, bleibt man dort für immer gefangen. Die Winx und Eldora konnten nur mit den Mythix-Zauberstäben, die sie gemeinsam in der 6. Staffel erlangten, in diese Dimension reisen, während die Trix von Selina in die Welt des Legendariums geführt wurden. Um das Legendarium zu versiegeln, benötigten die Winx den Fantasie-Smaragd und die Silberne Lanze, die sich in der Legendarium-Welt befanden – aus den beiden Gegenständen, die die sechs Feen aus der Legendarium-Welt in die reale Welt brachten, musste der Legendariumschlüssel geschmiedet werden, was Eldora übernahm. Mit dem Legendariumschlüssel wurde das Legendarium noch in Staffel 6 endgültig versiegelt, wonach die Mythix-Kraft und auch die Mythix-Zauberstäbe nutzlos wurden.
Die Miniwelten:
Die Miniwelten sind Dimensionen, die als ganz nah und doch so weit entfernt beschrieben werden. Sie sind mit einem real existierenden Ort in der Magischen Dimension verknüpft, befinden sich aber in ihrer eigenen Dimension und sie sind jenseits der Welten, die die Winx kennen. Jedoch konnten diese – nur mit ihren Tynix-Armbändern – die Miniwelten in der 7. Staffel betreten. Die Trix hingegen konnten mit der Ultimativen Macht in jeder feentierverbundenen Dimension umherreisen, also auch in den Miniwelten.
Die unauslöschbare Drachenflamme, aus der sich auch Blooms Kraft nährt, ist die Quelle des Magischen Universums.

## Charaktere

### Die Winx
Prinzessin Bloom von Domino:
Bloom wurde am 10. Dezember geboren und ihr Zauberzeichen ist Drache. Sie kommt vom Planeten Domino, der einst von den Urhexen zerstört wurde. Ihre Eltern sind König Oritel und Königin Marion; ihre Schwester ist Daphne, diese hatte damals ihr Leben riskiert, damit Bloom leben konnte. Bloom wuchs mit ihrem Kaninchen bei ihren Pflegeeltern Mike und Vanessa im Erdenstädtchen Gardenia auf. Als sie eines Tages der Fee Stella begegnete, entdeckte sie ihre Zauberkräfte. Bloom verlässt die Erde und reist mit Stella in die Feenwelt Magix, um mit ihr zusammen auf die Zauberschule Alfea zu gehen. In Alfea befreunden sie sich mit weiteren Feen; Bloom, Stella und ihre neuen Freundinnen gründen eine Clique namens „Winx Club“. Bloom vernichtete die drei bösen Urhexen und rettete ihre leiblichen Eltern. Bloom hat ein Kaninchen namens Kiko, Lockette ist ihre Herzbandelfe und ihre Selkie ist Serena, die Wächterin des Tores von Domino. Ihr Feenkuscheltier war ein kleines Lämmchen mit grünen Haaren und hieß Belle; Blooms Feentier hieß Elas und war ein Einhorn. Bloom ist der Gegenpol zu Icy und besitzt die Drachenflamme, die mächtigste Kraft des Universums. Sie ist mit dem Spezialisten Sky zusammen, er ist der Prinz von Eraklyon. Ihre Feinde sind die Trix, Mitzi und Diaspro.
Prinzessin Stella von Solaria:
Stella wurde am 18. August geboren und ihr Zauberzeichen ist die Meerjungfrau. Sie kommt aus Solaria, einem Planeten voller Licht. Ihre Eltern sind König Radius und Königin Luna. Stella legt großen Wert auf ihre Schönheit, macht ab und zu blöde Witze, liebt Shopping über alles, ist der Gegenpol zu Darcy und hat oft Hunger. Sie hat ihren Vater aus Valtors Bann befreit und kann Cassandra und ihre Tochter nicht ausstehen. Ihr größter Wunsch ist es, dass ihre Eltern sich wieder lieben. Ihre Herzbandelfe ist Amore, die Elfe der Liebe, und ihre Selkie ist Illiris, die Wächterin des Tores von Solaria. Ihr Feenkuscheltier, ein weißer Pudel, heißt Ginger; der Sonnenphönix Shiny ist Stellas Feentier. Sie ist die Fee der Sonne und des Mondes. Sie ist mit dem Spezialisten Brandon zusammen und in Staffel 4 erfährt man, dass sie verlobt sind. Auch sie kann Mitzi nicht leiden. In der Dunkelheit kann sie nicht leben. Stellas Sonnenenergie scheint die wirksamste Magie im Kampf gegen die dunkle Magie der Hexe Darcy zu sein, da Licht das Gegenteil von Dunkelheit ist, so konnte Stella mit ihrem Zepter die Vervielfältigungsillusion von Darcy brechen.
Flora von Lynphea:
Flora wurde am 1. März auf Lynphea geboren und ihr Zauberzeichen ist Dryade. Flora kann ohne den Duft von Blumen und Pflanzen nicht leben, daher sieht ihr Zimmer auch aus wie ein kleiner Garten, wenn Bäume in Flammen stehen spürt Flora dessen Schmerz, außerdem kann sie Spuren im Gras sichtbar machen. Ihre Eltern sind Spezialisten im Züchten von Pflanzen und verfügen über Wissen über deren Heilkräfte; ihre Mutter heißt Alyssa und ihr Vater Rollos. Ihre kleine Schwester heißt Miele. Ihre Herzbandelfe ist Chatta und ihre Selkie ist Desiryee, die Wächterin des Tores von Lynphea. Coco die Katze ist ihr Feenkuscheltier; Amarok ist Floras Feentier, ein Magiwolf. Sie ist die Fee der Natur und Pflanzen. Sie ist mit dem Spezialisten Helia zusammen und hatte anfangs ein Problem mit Crystel, die gut mit Helia befreundet ist. Flora mag es nicht wenn ihre Freundinnen Riesengeier oder Riesengottesanbeterinnen angreifen, da diese lediglich ihre Jungen bzw. ihr Revier verteidigen.
Prinzessin Layla von Andros:
Layla wurde am 15. Juni auf Andros geboren und ihr Zauberzeichen ist Chimäre. Layla ist die einzige dunkelhäutige Fee des Winx Club. Sie macht gerne Sport und liebt es zu tanzen, sie ist immer bereit, der Gefahr ins Auge zu sehen. Laylas Eltern sind Königin Niobe und König Teredor von Andros. Ihr Freund war der junge Zauberer Nabu, bis er im Kampf gegen die Hexer gefallen ist. Im Laufe der 5. Staffel entwickelt der sehr hilfsbereite Spezialist Roy, der den Winx im Kampf gegen Tritannus hilft, ein romantisches Interesse für Layla. Er versucht, ihr näher zu kommen. Auch Laylas anfänglich große Unfreundlichkeit ändert nichts an Roys Verhalten ihr gegenüber. Die beiden kommen sich später näher. In der 6. Staffel konkurriert Roy mit dem Paladin Nex, der ebenfalls Interesse an Layla hat. Roy wird eifersüchtig, wenn Layla Zeit mit seinem Rivalen verbringt. Nex und sein Freund Thoren unterstützen die Winx gemeinsam mit den Spezialisten. In der 7. Staffel werden Layla und Nex ein Liebespaar. Ihre Herzbandelfe heißt Piff und ihre Selkie ist Lemmy, die Wächterin des Tores von Andros. Laylas Feenkuscheltier ist der Hase Milly; Layla bekommt als erste ihr Feentier, es ist das Tränentier Squonk. Sie ist die Fee des Wassers. Zu ihrer Verwandtschaft gehören Tressa, Ligea, Nereus, Tritannus und Neptun. Als die Winx gegen Valtor kämpften, verlor Layla kurzzeitig ihr Augenlicht, doch sie hat es durch die Macht des Feenstaubs ihrer Enchantix-Magie wiederbekommen. In der originalen italienischen und einigen anderen Versionen der Serie wird sie auch Aisha genannt.
Musa von Melodie:
Musa wurde am 30. Mai geboren, ihr Zauberzeichen ist Kobold. Musa kommt von Melody, einem Planeten, auf dem die Musik die wahre Königin ist. Die Leidenschaft für die Musik erbte sie von ihren Eltern: Ihre Mutter Maitlin war eine Sängerin und ihr Vater Noboe ein Schlagzeuger, ihre Mutter, aber auch Musa selbst sehen leicht ostasiatisch aus (In Staffel 3 wirkt Musa auch wegen ihrer neuen Haare wie eine Mangafigur). Ihre Herzbandelfe heißt Tune (welche ab Staffel 6 durch Cherie aus dem Spin-off Pop Pixie ersetzt wird) und ihre Selkie ist Sonna, die Wächterin des Tores von Melody. Ihr Feenkuscheltier heißt Pepe und ist ein kleiner brauner Bär; die Kielkatze Critty ist Musas Feentier. Sie ist die Fee der Musik. Ihre emotionale Schwäche ist das Ergebnis des frühen Todes ihrer Mutter Maitlin, Musa denkt oft an sie, obwohl Musa zweimal im Lauf der Serie die Chance hatte ihre Mutter zurückzubekommen, lehnte sie dies ab. Bis zum Ende der 6. Staffel war sie mit dem Spezialisten Riven liiert, kommen aber in der 8. Staffel wieder zusammen. Mit einem Regentanz konnte Musa den Sturm der Hexe Stormy vertreiben und sie dadurch im Zweikampf besiegen, Stormy versuchte sich später an Musa zu rächen, indem sie ihren Vater Noboe auf einem Konzert bedrohte, doch mit Hilfe von Riven besiegte sie Stormy erneut.
Tecna von Zenith:
Tecna wurde am 16. Dezember geboren und kommt von dem Planeten Zenith, ihr Zauberzeichen ist Triton. Ihre Eltern heißen Magnetia und Electronio. Ihre Herzbandelfe ist Digit (welche ab Staffel 6 durch Caramel aus dem Spin-off Pop Pixie ersetzt wird), ihr Feenkuscheltier die Ente Chicko, ihre Selkie Lithia, die Wächterin des Tores von Zenith und ihr Feentier ist das Techhörnchen Flitter. Sie ist die Fee der Technologie. Deshalb fasziniert sie auch alles, was mit Technologie zu tun hat, außerdem haben ihre Haare die gleiche Farbe wie das Logo der Deutschen Telekom. In ihrer Freizeit erfindet und erschafft Tecna neue Geräte, eines ihrer größten Erfindungen ist eine Art „Technofliege“ mit der sie alle möglichen Materialien analysieren und auch Menschen untersuchen kann. Manchmal ist Tecna ein bisschen wütend darüber wenn ihre Freundinnen ihre technischen Kenntnisse nicht verstehen, z. B. Tecna sagt: „Ihre Antriebe haben einen viel höheren Wirkungsgrad“, Bloom fragt: „und das heißt Tecna ?“. In der 3. Staffel wurde Tecna auf Andros durch das außer Kontrolle geratene Omegaportal aufgesaugt, nur durch ihre Enchantixkräfte und ihre technischen Kenntnisse war sie in der Lage in der Omegadimension zu überleben. Ihr fester Freund ist der Spezialist Timmy.

### Die Spezialisten
Prinz Sky von Eraklyon:
Sky wurde am 20. März geboren und sein Zauberzeichen ist Phönix. Sky ist der Prinz von Eraklyon, der aus Sicherheitsgründen seine Rolle und seinen Namen mit seinem Freund Brandon getauscht hat, dem er als einzigem das Geheimnis seiner wahren Identität anvertraut hat. Er besucht die Schule Rote Fontäne, um den Schwertkampf und das Fahren der Techno-Fahrzeuge zu erlernen. Prinz Sky ist mit Bloom zusammen und will sie sogar heiraten, aber Prinzessin Diaspro ist dagegen, weil sie Sky selber haben will.
Brandon:
Brandon wurde am 23. September geboren und sein Zauberzeichen ist Nereide. Brandon ist der treue Schildknappe vom Prinzen Sky. Er ist zusammen mit ihm aufgewachsen und ein echter Freund des Prinzen, der für ihn wie ein Bruder ist und für den er alles tun würde. Brandon ist mit Stella, Prinzessin von Solaria, verlobt.
Helia:
Helia wurde am 2. September geboren und sein Zauberzeichen ist Einhorn. Helia, der Neffe von Saladin, ist ein Spezialist und der Freund von Flora. Er liebt die Natur, die Kunst und die Poesie. Er ist außerdem der Kindergartenfreund von Crystal, der Prinzessin von Lynphea.
Nabu:
Nabu wurde am 20. März geboren und sein Zauberzeichen ist Phönix. Er stammt aus einer der reichsten Familien auf Andros und ist ein Zauberer. Er beherrscht neben Entfesselungskunst genau wie die Hexe Darcy die Vervielfältigungsmagie. Nabu war mit Layla zusammen, die er in der 3. Staffel gegen seinen Willen heiraten sollte. Er starb in Staffel 4, als er das Portal verschließt, das alle Erdenfeen einsaugen sollte. Die Winx setzten die schwarze Gabe ein, damit Nabu wieder zum Leben erweckt wird, dies jedoch konnte wegen Ogron nicht vollbracht werden.
Riven:
Riven wurde am 15. Oktober geboren und sein Zauberzeichen ist Elementargeist. Riven ist das geheimnisvollste Mitglied der Spezialisten, denn er spricht nicht gerne über sich und über sein Privatleben. Er ist ein echter Sportler, der mit seiner starken Willenskraft und seiner großen Energie in allen Sportarten als Sieger hervorgeht. Riven war mit Musa zusammen: Sie hatten viele Schwierigkeiten mit bzw. in ihrer Beziehung; so verlässt er sie am Ende der 6. Staffel schließlich – mit der Begründung, erst einmal an seinem Verhalten arbeiten zu wollen.
Timmy:
Timmy wurde am 15. Februar geboren und sein Zauberzeichen ist Zentaur. Timmy ist der Denker der Gruppe. Er gehört zu einer Familie von Wissenschaftlern und Forschern, die in ganz Magix für ihre originellen und modernen Erfindungen berühmt sind. Er ist ein großer Informatikexperte, ein echtes Elektronikgenie und verfügt über die Gabe, Technologie und Zauberei gekonnt zu verbinden. Timmy ist mit Tecna zusammen.
Roy:
Roy ist ein neuer Spezialist auf der Roten Fontäne. Er kommt von Andros und wurde von Laylas Vater geschickt, um den Winx bei ihrer Mission zu helfen.

### Die Paladiner
Thoren:
Thoren ist ein Paladiner und der Cousin von Sky. Er und Daphne sind ein Paar. Am Ende der 6. Staffel heiraten sie.
Nex:
Nex ist ein Paladiner und der beste Freund von Thoren. Er hat sich in Layla verliebt und Roy, der sich ebenfalls in sie verliebt hat, versucht mit Nex um Layla zu kämpfen.

### Die Feinde der Winx
Die Trix:
Die Trix sind drei machthungrige Hexen mit verschiedenen Kräften. Sie sind die Hauptgegner der ersten Staffel, die als Schülerinnen am Wolkenturm anfangen, wo ihre Mitschüler sie sowohl vergöttern als auch fürchten. Die Trix treten in allen Staffeln (außer in Staffel 4) auf, in Staffel 2, 3, 5 und 8 jedoch nur als Handlanger anderer Winx Feinde. Lord Darkar, Valtor und Tritannus (in die beiden letzteren waren die Trix verliebt) statten die Trix mit neuen stärkeren Kräften aus, mit denen die Trix stärker oder genauso stark wie die Winx sind, doch letztendlich gewinnen doch meistens die Winx, vor allem dann wenn die Winx ihre Kräfte vereinen (Konvergenz).
Prinzessin Icy von Dyamond:
Icy ist eine Hexe, die ihre Kräfte aus dem Eis bezieht. Ihre eisige und bösartige Aura verleiht ihr die Macht, Eisstrahlen und Schneestürme zu erzeugen. Icy hat fast jede von den Winx teilweise mehrmals eingefroren, außerdem besaß Icy in der 5. Episode der 1. Staffel Energieringe um Stella gefangenzuhalten. In der 1. Staffel hat sich die Ente Pepe, die aus dem von Flora manipulierten Ei geschlüpft ist, Icy als seine Mami ausgesucht, bekommt aber von dieser überwiegend eiskalte Ablehnung. Die kalte und gefühllose Hexe setzt ihre Zauberkräfte häufig dazu ein, die Seelen auszutrocknen und der Natur das Leben zu entziehen. Sie ist sehr autoritär und selbstsicher und deshalb der unumstrittene Führer der Trix. Zusammen mit ihren beiden Schwestern hat sie die Gruppe der Trix gebildet. Ihr gelingt es problemlos, alle anderen ihrem Willen zu unterwerfen. Sie ist nur deshalb im Wolkenturm, um ihre persönliche Macht zu vergrößern. Um ihr Ziel zu erreichen, muss sie eine antike und mächtige Energiequelle in ihren Besitz bringen. Sie hat sich schon mit Darkar, Valtor, den Urhexen und Tritannus verbündet. In den Meermann Tritannus und Valtor hatte sie sich auch verliebt.
In der 8. Staffel erfährt man mehr über ihre Vergangenheit, und dort zeigt sie auch erstmals richtige Gefühle, wie als würde sie tatsächlich etwas Liebe in ihrem eiskalten Herzen tragen.
Ihre Heimat Dyamond wurde von einer Hexe vernichtet (genauso wie bei Bloom), außerdem hat Icy eine kleine Schwester, Sapphire, die jedoch in einem kleinen, weißen Fuchs verwandelt wurde. Icy liebt zudem Eiscreme schon seit Kindheitstagen, außerdem ist es nicht möglich Icy in der Omega-Dimension einzufrieren, da ihr kaltes Herz auch gegen die extremste und tödlichste Kälte immun ist. Am Ende der 8. Staffel verbündete sich Icy mit Bloom und den anderen Winx, zusammen besiegten sie Valtor.
Darcy:
Darcy ist eine Hexe, die ihre hypnotischen Fähigkeiten als absolut tödliche Waffe einsetzt. Ihr Wesen ist reine Dunkelheit, die ihre Gegner verwirrt und irreführt. So kann sie andere hypnotisieren und vorübergehend das Augenlicht rauben, sich multiplizieren und sogar dunkles Feuer erzeugen, das nur der Feenstaub löschen kann. Außerdem spürt sie es, wenn man sie auch aus einem scheinbar sicheren Versteck heraus beobachtet, und auch wenn gesuchte Personen in der Nähe sind, was es so gut wie unmöglich macht, sich an sie heranzuschleichen. Sie ist immer ruhig und geduldig, vor allem aber hinterhältig und falsch und nutzt ihren besonnenen Charakter aus, um ihre Gegner zu täuschen und dann zu verraten, wenn sie es am wenigsten erwarten. Auch sie war in Valtor und in der ersten Staffel kurzzeitig in Riven verliebt. Darcy findet Pizza eklig.
Stormy:
Stormy ist eine Hexe, die in der Lage ist, Blitz und Winde zu beherrschen und Wirbelstürme zu erzeugen. Ihre wichtigsten Energiequellen sind der Wind und die Elektrizität, die sie nach ihrem Willen formen kann. Stormy ist stolz, leicht reizbar und insgeheim davon überzeugt, dass sie mächtiger ist als Icy. In der 8. Staffel besiegte Stormy Tecna und Bloom in einem Tanzkampf und war sogar besser als Icy. Sie war wie ihre Schwestern in Valtor verliebt, was unter den Trix zu Streit führte. In der Legendarium-Welt machte Tecna sie zu Frankensteins Braut.
Prinzessin Diaspro von Isis:
Sie ist die Prinzessin von Isis. Diaspro ist selbstsüchtig, gemein, hinterhältig und verliebt in Sky, außerdem ist sie von Skys Eltern als seine Braut ausgesucht worden. Als Sky sich stattdessen für Bloom entscheidet, die Diaspro zuvor beleidigte und bekämpfte, sinnt sie auf Rache, obwohl Bloom sie zuvor sogar schon vor einer Erpresserbande auf Eraklyon gerettet hatte. Durch einen Zauber von Valtor scheint sie doch noch ihren Willen zu bekommen, aber Stella bricht den Bann, dank ihres Feenstaubes, und führt Sky zurück zur Wahrheit.
Lord Darkar:
Lord Darkar, der Herrscher der Dunkelheit, hat ein sehr schreckhaftes Aussehen und seine Natur ist nicht menschlich. Er stellt eine antike bösartige Entität dar. Er existiert schon seit der Erschaffung des Universums und dem Anbeginn der Zeit. Er will der Alleinherrscher der Magischen Dimension sein, weshalb er die Trix zu seinen Verbündeten macht und sie mit starken Kräften ausstattet, um an den magischen Codex der drei Schulen von Magix heranzukommen. Die Winx mussten zu sechst einen Konvergenzzauber mit ihren Charmixkräften verbinden, um den Schattenphönix zu vernichten.
Valtor:
Valtor ist ein mächtiger, sehr von sich überzeugter Schwarzmagier, der von den Trix aus der Omega-Dimension befreit wird und sie für sich gewinnen kann. Unter anderem verlieben sich alle 3 Trix in ihn. Auch viele andere Rivalen der Winx werden durch Zauber seine gehorsamen Verbündeten. Er trägt, wie Bloom, einen Teil der Drachenflamme in sich, wodurch sie ihn schließlich besiegt. In Staffel 8 kehrt Valtor zurück, wird aber von den Winx und Icy erneut besiegt.
Die Urahnenhexen
Die Urahnenhexen sind drei böse Hexen die für Zerstörung von Domino verantwortlich sind. Sie waren die Diener von Lord Darkar und die Mütter von Valtor und sind die Vorfahren der Trix. Sie verfügen auch über dieselben Kräfte: Belladonna beherrscht das Eis, Liliss die Dunkelheit und Tharma kontrolliert das Wetter.
Die Hexer des Schwarzen Kreises:
Der Anführer dieser Gruppe ist Ogron, welcher jegliche Enchantix-Magie absorbieren kann. Seine drei Hexer-Kumpanen sind Gantlos, dessen Schall- und Erderschütterungskräfte denen Musas gleichen, der gestaltwandelnde Duman, sowie der superschnelle Anagan. Die Hexer sind immun gegen die Enchantix-Kräfte der Feen. Nur durch die Believix-Stufe wurden die Winx mächtig genug, die Hexer zu besiegen. Die Hexer des Schwarzen Kreises haben einst den Menschen den Glauben an Magie und Feen genommen, um ihre finsteren Pläne über die Ausrottung aller Erdenfeen zu verwirklichen. Nur durch die Macht des Weißen Kreises und den Glauben der Menschheit an Magie konnten sie wieder gebannt werden.
Tritannus:
Tritannus ist Laylas Cousin und eifersüchtig auf seinen Bruder. Er verbündet sich mit den Trix und will Rache an seiner Familie. Tressa, Nereus, Ligea und Neptun verwandelt er in Monster. Er war in Icy verliebt und mutierte durch die Verschmutzung zu einem Monster. Er wollte den ganzen Ozean unter Kontrolle haben und den Herrscherthron besteigen. Bloom konnte den entfesselten Meermann aufhalten und er wurde in die Vergessenheit verbannt.
Selina:
Sie ist eine Schülerin am Wolkenturm und besitzt ein magisches Buch, mit dem man Legenden und Monster zum Leben erwecken kann. Sie wurde von den Trix dazu gebracht, die Monster auf die drei magischen Schulen von Magix zu hetzen. Im Verlauf der 6. Staffel findet man heraus, dass Selina eine alte Schulfreundin von Bloom auf der Erde war.
Kalshara:
Sie ist eine Feentierjägerin und sucht das Feentier mit der Ultimativen Macht. In ihrer alten Gestalt war sie eine gewöhnliche Fee und hatte damals mit Faragonda zusammen in Alfea studiert. Durch ungebändigte Magie kam sie zu ihrem tierischen äußeren Erscheinungsbild. Sie ist eine Formenwandlerin und ihr Bruder ist der tollpatschige Brafilius, auf den sie angewiesen ist, da sie nicht zaubern kann. Als die Trix ihren Bruder entführen, bittet sie die Winx um Hilfe, stürzt jedoch bei ihrer gemeinsamen Mission in die Tiefe.
Brafilius:
Ist ein Feentierjäger und dunkler Zauberer. Er ist der Bruder von Kalshara und kam durch sie und die ungebändigte Magie zu seinem tierischen äußeren Erscheinungsbild. Er ist sehr tollpatschig und die meisten seiner Missionen scheitern, doch er möchte seiner Schwester unbedingt beweisen, dass er ein Meister der Magie ist. Er beschwört die Trix herauf und wird von ihnen entführt.

### Weitere Charaktere
Miss Faragonda:
Faragonda ist die Direktorin von Alfea und kämpfte in der Verbindung des Lichts mit Saladin und Griffin gegen Valtor und die Ahnen der Hexen. Sie hilft den Winx oft mit ihren Ratschlägen oder erklärt ihnen, wie sie eine neue Stufe erreichen können. Früher war Faragonda selbst Schülerin in Alfea und ihr größter Traum war es, einmal Direktorin zu sein. Trotz ihres fortgeschrittenen Alters scheut sie sich nicht zu Kämpfen, so nahm sie es schon gegen die Armee der Finsternis, Darkar und den vermeintlichen Valtor auf.
Miss Griffin:
Griffin ist die Direktorin von Schloss Wolkenturm. Sie verwies die Trix ihrer Schule und gab ihre Feindschaft zu den Feen auf, um in Alfea Schutz zu suchen. Genau wie Faragonda und Saladin war sie Mitglied der Verbindung des Lichts und kämpfte gegen Valtor und die Ahnen. Später kämpfte sie auch gegen den vermeintlichen Valtor und an der Seite von Faragonda und den Winx gegen Lord Darkar. Später sieht man sie erneut, wie sie die neuen Schülerinnen, darunter auch Selina, willkommen heißt und von den Trix in eine Krähe verwandelt wird. Doch sie konnte gerettet werden.
Saladin:
Er ist ein Zauberer und der Schulleiter der Roten Fontäne, Schule für Zauberer und Spezialisten. Er war ebenfalls Mitglied in der Verbindung des Lichts und kämpfte später gegen den vermeintlichen Valtor. Doch dies stellte sich als Illusion heraus. Helia ist sein Neffe.
Prinzessin Daphne von Domino:
Daphne, auch bekannt als Daphne die Nymphe, ist eine Fee und die Kronprinzessin von Domino und die große Schwester von Bloom. Sie wurde von den Ahnen durch den Sirenix-Fluch ihres Körpers beraubt und hat Bloom in ihren Träumen oft Ratschläge gegeben. Nur durch sie konnten die Winx Sirenix erreichen und durch die Auflösung des Fluchs gewann sie ihren Körper zurück. Sie heiratete den Paladiner Thoren und unterstützt die Winx gelegentlich noch heute mit Ratschlägen oder im Kampf. Außerdem unterrichtet sie in Alfea Geschichte der Magie.
Prinzessin Roxy von Tir na Nog:
Roxy wurde am 20. März geboren. Sie war die letzte Erdenfee, bevor die Winx die irdischen Feen befreiten. Sie arbeitete in der Frutti-Music-Bar ihres Vaters. Roxy hat einen Hund namens Artoo. Ihr Vater heißt Klaus und ihre Mutter Morgana, diese war die Königin der Erdenfeen. Demnach ist Roxy die Prinzessin der Erdenfeen und Prinzessin der Insel Tir na Nog. Später, wenn sie alt genug ist, wird Roxy die Königin der Insel und der Erdenfeen. Bis dahin übernimmt Nebula die Rolle der Königin. Roxy hat keinen Freund. Ihre Kraft liegt in der Magie der Tiere. Ihr Zauberzeichen ist der Wolf. Erst als die Hexer des Schwarzen Kreises nach ihr suchen, bemerkt sie, dass sie eine Fee ist. Sie findet ihren verlorenen Glauben an die Feen wieder. Dank Roxys Glauben können die Winx die Believix-Stufe erreichen, welche ihnen neue Kräfte verleiht, mit denen sie nun stärker gegen die Hexer des Schwarzen Kreises vorgehen können. Roxy verstärkt nun die Winx vorerst als siebtes Mitglied im Bunde, auch sie erlangt die Believix-Verwandlung. Seitdem die Hexer des Schwarzen Kreises besiegt sind, studiert sie an der Alfea-Schule für Feen.
Morgana von Tir na Nog:
Morgana ist Roxys Mutter und lebt mit Klaus und Artoo in einem Haus auf der Erde. Sie war die Königin der Erdenfeen und wollte Rache an den Hexern des Schwarzen Kreises, jedoch hat sie sich für ein friedliches Leben mit ihrer Familie entschieden und Nebula zu ihrer Nachfolgerin ernannt, bis Roxy alt genug ist, um den Thron zu besteigen.
Knut:
Knut ist ein Oger und Hausmeister in Alfea. Er diente den Trix, doch floh er vor ihnen. Außerdem war er kurzzeitig in Stella verliebt, die von Valtor in ein Monster verwandelt wurde. Er half beim Kampf gegen die Armee der Finsternis.
Chimära und Cassandra:
Cassandra wird beinahe die neue Frau von König Radius, Chimära ist ihre zickige Tochter. Cassandra will ihren neuen Mann völlig in der Hand haben. Deshalb lässt sie sich auf einen Pakt mit Valtor ein. Doch der Plan scheitert und Cassandra wird zusammen mit ihrer Tochter von Solaria verbannt.

## Verwandlungsstufen und Hexen-Formen
Verwandlungen sind verschiedene Formen, die Feen annehmen können, um ihre Magie zu benutzen. Jede Verwandlung führt zu einer Veränderung, zu neuen Horizonten (auch zu neuen Outfits). Es gibt viele Magiestufen (bzw. Verwandlungsstufen), die eine Fee erreichen kann. „Verwandlungsstufen“ gibt es auch bei den Hexen, und zwar die Hexen-Formen.

### Verwandlungsstufen der Winx
Magische Winx:
Magische Winx ist die erste Verwandlung der Winx. Stella, Flora, Musa und Tecna beherrschen sie von Anfang an. Bloom bekommt sie im Kampf gegen die Trix in der dritten Folge der ersten Staffel. Als in der zweiten Staffel Layla hinzukommt, besitzt sie diese Verwandlungsstufe ebenfalls.
Charmix:
Das Charmix ist eine Erweiterung der ersten Verwandlungsstufe. Damit eine Fee ihr Charmix erhalten kann, muss sie ihre größten Ängste besiegen.
Enchantix:
Enchantix ist die letzte Verwandlung zu einer richtigen Fee. Man benötigt sie am Ende des dritten Schuljahres, um seinen Schulabschluss in Alfea zu absolvieren. Diese Stufe kann man nur erreichen, indem man sich für ein Wesen von seinem Heimatplaneten aufopfert. Allerdings kann man diese Verwandlungsstufe auch durch Willenskraft erreichen, wie Bloom. Durch Enchantix sind die Winx viel stärker als mit ihrer vorigen Verwandlungsstufe. Als alle Winx ihr Enchantix errungen haben, haben die Trix ihnen nichts mehr entgegenzusetzen, und auch Valtor ist von den Enchantix-Kräften beeindruckt.
Durch den Aufstieg zur Verwandlungsstufe Enchantix stehen der Fee zwei neue Besonderheiten zur Verfügung:
- Feenstaub:

Feenstaub ist eine besondere Fähigkeit der Feen, die ihnen ab dem Enchantix-Stadium zur Verfügung steht. Der Feenstaub wird ständig neu produziert, da er in den Flügeln der Feen entsteht und jeder Flügelschlag den Vorrat an Staub neu auflädt. Eine Fee kann den Staub aus ihren Flügeln oder aus ihrer Feenstaub-Flasche benutzen. Mit dem Feenstaub kann die Fee böse, dunkle Zauber aufheben, er dient auch als Heilungskraft, es können Attacken absorbiert werden und er löscht die negativen Charakterzüge aus dem Herzen einer Person; sie hilft somit, die Miniaturisierung zu erreichen.
- Mini Winx:

Mini Winx ist die Miniaturisierung einer Enchantix-Fee, die sie erlangt, wenn sie alle negativen Charakterzüge aus ihrem Herz löscht. Die Enchantix-Fee kann sich verkleinern, indem sie ihren eigenen Feenstaub benutzt und ihn über sich verstreut. Bloom ist nicht in der Lage, sich zu miniaturisieren, solange ihr Enchantix inkomplett ist. In Staffel 4 jedoch ist sie eine vollständige Fee und damit in der Lage, sich zu verkleinern.
Believix:
Die Believix-Verwandlung kann man nur auf der Erde erreichen. Believix-Kräfte sind dazu da, den Menschen beizustehen und ihnen Stärke zu geben. Sie sind die einzige Macht, durch die die Winx den Menschen auf der Erde den Glauben an die Magie zurückbringen können. Um Believix zu erlangen, muss ein Mensch an Feen glauben und sein Vertrauen in sie setzen. Es ist der Glaube an Magie und Feen, der die Winx bestärkt. Die Winx erreichen die Believix-Kräfte, indem sie Roxy, die letzte Erdenfee, davon überzeugen, dass es Feen gibt und sie den Winx so ihren Glauben und ihr Vertrauen schenkt. Nur mit Believix sind die Winx den Kräften der Hexer des schwarzen Kreises gewachsen.
Believix wird stärker, wenn mehr Menschen an Magie glauben. Das bedeutet, wenn eine Believix-Fee die Menschen nicht weiter davon überzeugt, an Magie zu glauben, werden ihre Kräfte schwächer. Seit Jahrhunderten hat sich keine Fee mehr in eine Believix-Fee verwandelt: Da die Erdenfeen für lange Zeit von der Erde verschwunden waren, hat auch lange keine Fee mehr diese Verwandlungsstufe erreicht. Die Winx sind die ersten nach langer Zeit. Es wird außerdem offenbart, dass sich die Believix-Feen ebenfalls mit ihrem Feenstaub miniaturisieren können.
Einer Believix-Fee stehen neben dem normalen Flügelpaar noch drei weitere zur Verfügung – die Flügelschlagkräfte:
- Zoomix:

Zoomix, auch bezeichnet als die „Teleportflügel“, ermöglicht Believix-Feen, sich und andere an einen bestimmten Ort zu teleportieren.
- Speedix:

Mit der Flügelschlagkraft Speedix, den „Superschnellen Flügeln“, können Believix-Feen sehr schnell fliegen.
- Tracix:

Tracix, die „Zauberpfadflügel“, lässt Believix-Feen in die Vergangenheit ihres gegenwärtigen Aufenthaltsorts sehen, um jemanden oder etwas aufzuspüren.
Durch die Schicksalsgaben der Ätherischen Feen kann Believix erweitert werden:
- Sophix:

Sophix ist die erste Schicksalsgabe und eine Erweiterung der Believix-Verwandlung. Durch die Gabe vereinen sich die Instinkt- und Gefühlsenergien mit den Believix-Kräften, sodass die Fee eins mit der Natur werden kann. Diese Gabe wird auch „Gabe der Weisheit“ genannt.
- Lovix:

Lovix ist die zweite Schicksalsgabe der Ätherischen Feen, die einer Believix-Fee zur Verfügung steht. Durch die Gabe erhält die Fee mehr Mut, um sich gefährlichen Situationen zu stellen. Außerdem ist die Fee dadurch kälteresistent, sodass sie sich länger in einer kalten Umgebung aufhalten kann als in der normalen Verwandlung. Sie wird auch „Gabe des Herzens“ genannt.
- Die schwarze Gabe:

Die schwarze Gabe ist die dritte Schicksalsgabe. Damit kann man einmal einen Menschen wieder zum Leben erwecken. Diese Gabe wird allerdings nur ungern verwendet.
Harmonix:
Harmonix ist eine Stufe und eine Vorverwandlung des Sirenix, also nur temporär. Mit dieser können die Winx ihre Kräfte effektiv unter Wasser benutzen. Die Winx haben diese Macht von ihren Sirenix-Beschützerinnen bekommen, um das Rätsel des Sirenix leichter zu lösen.
Sirenix:
Sirenix ist eine antike Macht. Die letzte Fee mit Sirenix-Kräften war Blooms Schwester Daphne, doch die Uhrhexen legten einen Fluch auf Sirenix und so wurde sie zu einem Geist. Seither liegt ein Fluch auf dieser Verwandlungsstufe. Man hat nur einen Mondzyklus Zeit, die drei Juwelen des Selbstvertrauens, des Mitgefühls und des Mutes einzusammeln. Sollte dies misslingen, verliert man seine Magie für immer. Die Winx brauchen Sirenix, um den neuen Feind Tritannus in der fünften Staffel zu besiegen. Wenn eine Sirenix-Fee ihrer Bestimmung gefolgt ist und ihren speziellen Sirenix-Zauber gefunden hat, wird ihr von ihrer Sirenix-Beschützerin ein Wunsch erfüllt. Bloom wünscht sich, dass der Sirenix-Fluch für immer gebrochen wird, somit wird auch ihre große Schwester Daphne befreit. In der 8. Staffel haben die Winx wieder Zugriff auf Sirenix.
Bloomix:
Bloomix, das aus einem Teil der Drachenflamme besteht, ist die erste Verwandlungsstufe der sechsten Staffel. Diese brauchen die Winx – auch, um die Trix und Selina zu stoppen – als sie Anfang der sechsten Staffel ihre Kräfte verlieren. Doch Blooms Kraft ist unauslöschbar, weshalb sie ihre Kraft nicht verliert. Bloom gibt den anderen Winx einen Teil der in ihr schlummernden Drachenflamme; dank dessen erhalten die sechs Feen die Macht des Bloomix: Jede Winx erhält ihr Bloomix durch eine individuelle Herausforderung, die sie meistern muss – je mutiger ihre Taten sind, desto schneller erlangen sie ihre Bloomix-Kräfte. Dank Bloom können die Feen ihre Kräfte nicht mehr verlieren, da sie nun auch einen Teil der Drachenflamme in sich tragen.
Mythix:
Mythix ist die zweite Verwandlungsstufe der sechsten Staffel. Die Winx können sich nur mit den Mythix-Zauberstäben (auch „Magische Zauberstäbe“ genannt), die sie gemeinsam mit der Feenmutter Eldora erlangen und die die Mythix-Kräfte enthalten, in Mythix-Feen verwandeln und in die Legendarium-Welt reisen. Sie brauchen diese Kraft, um das Legendarium zu verschließen und die Magische Dimension zu retten. Nachdem die Winx das Legendarium ein für alle Mal verschlossen haben, wird die Mythix-Kraft und auch die Mythix-Zauberstäbe nutzlos.
Butterflix:
Butterflix ist die erste Verwandlungsstufe der siebten Staffel. Den Winx gelingt es, in der Vergangenheit einen Riesen zu besiegen, der eine ganze Spezies namens Maulbuddel ausgerottet hätte. Nachdem sie damit der Natur samt allen Tieren bewiesen haben, dass sie jedes Feentier verteidigen würden, erhalten sie von dieser die Butterflix-Kraft. Diese Verwandlung basiert auf der Natur. Dadurch ist die anwendende Fee nicht in der Lage, die Natur direkt anzugreifen, jedoch kann man mit ihr die Natur um Hilfe im Kampf gegen Feinde bitten (wie bei der Sophix-Kraft).
Tynix:
Tynix ist die zweite Verwandlungsstufe der siebten Staffel. Wie Harmonix und Mythix ist sie nur temporär. Von ihren Feentieren, die sie in Staffel 7 gefunden haben, bekommen die Winx Armbänder verliehen. Diese besitzen die Tynix-Kräfte und ermöglichen den Winx, sich in Tynix-Feen zu verwandeln und mit allen Feentieren zu kommunizieren. Außerdem haben sie nun die Schlüssel, um die Miniwelten des Ökosystems zu betreten, die sie fortan erkunden und unterstützen werden. Tynix ist nach Mythix die zweite Verwandlung, die an einen Gegenstand gekoppelt ist.
Dreamix:
Dreamix ist die Verwandlungsstufe in dem Spin-off Die Welt der Winx. Dreamix bezieht seine Kräfte aus wahr gewordenen Träumen. Es folgt dem gleichen Prinzip wie Believix, wo es der Glaube an Magie war, der die Winx bestärkt hat.
Onyrix:
Onyrix ist die Verwandlungsstufe in der zweiten Staffel der Spin-off-Serie Die Welt der Winx. Onyrix kommt genau so plötzlich wie Dreamix und ist die Entfaltung der Dreamix-Power. Demzufolge muss eine Fee zuerst Dreamix besitzen, bevor sie Onyrix erlangen kann. Es erhöht einige Teile ihrer Kräfte und ermöglicht einer Fee auch, die Welt der Träume zu betreten. Dadurch sind die Winx-Feen unabhängig von der Öffnung des Dimensionstors zur Traumwelt durch die Magische Uhr aus der vorherigen Staffel. Das Portal nach Nimmerland steht einer Fee mit Onyrix-Kräften also immer offen, – sie kann jedoch die Onyxrix-Verwandlung nur dort anwenden. Hervorgerufen werden die Zauberkräfte der Winx durch Träume, ohne die es keine Fantasie und auch keine Feen bzw. Feenkräfte gäbe – und die Onyrix-Kräfte beweisen es. Denn sie werden durch den Hilferuf des Geistes der Welt der Träume entfacht, der die Winx mit einer Aufgabe von unermesslicher Bedeutung entgegensetzt, zu der sie erst jetzt bereit sind: die Rettung der Traumwelt und die Rettung der Träume aller auf der ganzen Welt. Demgemäß bekämpfen die Winx mit optimierten Kräften fortan die Monster und die dunkle Magie in der Traumwelt, um die böse Königin zu besiegen und den Geist Peter Pans nach Nimmerland zurückzuführen. Außerdem ist Onyrix für Tecna die erste Verwandlung, in der ihre Haare geflochten sind.
Cosmix
Cosmix ist die Verwandlungsstufe in der 8. Staffel. Durch diese können die Winx im Weltall reisen. Sie erhalten Cosmix von der Königin von Lumenia: Dorana! Mit den Cosmix-Kräften können die Winx Sternen ihr Licht zurückgeben und durch fremde Galaxien fliegen.

### Hexen-Formen der Trix
Gloomix:
Gloomix ist das Gegenteil von Charmix. Die Gloomix sind magische Artefakte, die Lord Darkar am Anfang von Staffel 2 den Trix schenkt. Die Gloomix vervielfachen die normalen Kräfte der Trix, selbst in magiefreien Dimensionen versorgen die Gloomix die Trix mit Kräften, wenn auch sehr schwach. Bei Icys Gloomix handelt es sich um einen Halsreif mit einem Anhänger in der Form einer Eisdorne und bei denen von Darcy und Stormy jeweils um einen Unterarmreif; jedes von ihnen glüht in einer anderen Farbe. Nur vereinzelt oder mit vereinten Kräften kommen die Winx gegen die Gloomix an. In der vorletzten Folge von Staffel 2 zwingt Darkar die Trix, ihre Gloomix-Kräfte in seine Armee von Schattenwesen zu leiten. Die Trix werden infolgedessen sehr schwach, später erhalten sie ihre Macht aber zurück.
Mega Trix:
Nachdem Darkar die Trix verraten hat, kombinieren sie sich in ihrer Wut dank der Gloomix zu einer Einheit, genannt Mega Trix. Sie kommen den Winx ausnahmsweise zu Hilfe und bekämpfen ihren ehemaligen Meister.
Disenchantix:
Disenchantix ist eine Hexen-Form, welche die Trix von Valtor in Staffel 3 bekommen haben. Auch wenn diese Form sehr mächtig erscheint, wurden die Trix mit ihrem Disenchantix sehr schnell von den Winx mit ihren Enchantix-Kräften besiegt. Die Hexen-Form ist nur in der Episode „Offenbarung der Hexen“ zu sehen.
Dunkles Sirenix:
Auch von der Feenverwandlungsstufe Sirenix gibt es eine dunkle Form. Die Trix erhalten sie von Tritannus, nachdem dieser Daphnes Sirenix-Kraft absorbiert, indem er ihre Sirenix-Quelle im Roccaluce-See zerstört. Durch diese Kraft können sie ebenfalls Unterwasser atmen und Sirenix-Portale öffnen. Besondere Zauber scheint die Verwandlung den Trix nicht gegeben zu haben. Allerdings haben die Trix nun auch Tentakel, mit denen sie schneller schwimmen können.

## Synchronisation
Die deutsche Synchronfassung der Staffeln 1 bis 5 stammt von RRP Media (ehem. MME Studios) aus Berlin. Die Synchronisation der 6. Staffel wurde von der SDI Media Germany GmbH aus Berlin übernommen. Die Dialogregie führten in der ersten Staffel David Nathan und Michael Nowka, danach Jörg Heybrock und Sabine Sebastian, gefolgt von Tanja Schmitz, welche anschließend auch die Specials und die fünfte Staffel bearbeitete. Die Filme fanden ihre Vertonung bei dem Berliner Studio Scalamedia, dort waren Michael Nowka (Film 1), Katrin Fröhlich (Film 2) sowie Maren Rainer (Film 3) für die Regie verantwortlich.

### Hauptcharaktere
| Rolle                              | Hauptrolle       | Nebenrolle | Italienischer Sprecher                                                                                                 | Englischer Sprecher 1 | Deutscher Sprecher                                                                                    |
| Winx                               | Winx             | Winx       | Winx | Winx | Winx                                                                                                  |
| ---------------------------------- | ---------------- | ---------- | --- | --- | --- |
| Prinzessin Bloom von Domino        | 1– Film 1–3      |            | Letizia Ciampa | Helena Evangeliou (Staffel 1–3) Angela Galuppo (Staffel 4) Molly C. Quinn (Staffel 5–6, Specials) Haven Paschall (Staffel 7) Cindy Robinson (Filme) | Jill Böttcher (ab Staffel 1, ab Film 2, Specials) Jeanette Biedermann (Film 1)                        |
| Prinzessin Stella von Solaria      | 1– Film 1–3      |            | Perla Liberatori | Amy Gross | Wicki Kalaitzi                                                                                        |
| Flora                              | 1– Film 1–3      |            | Ilaria Latini | Alejandra Reynoso (Staffel 5–6, Specials) | Annika Desch (Staffel 1–2, Film 1 & 2) Sarah Riedel (ab Staffel 3, ab Film 3)                         |
| Tecna                              | 1– Film 1–3      |            | Domitilla D'Amico | Morgan Decker | Ann Vielhaben                                                                                         |
| Musa                               | 1– Film 1–3      |            | Gemma Donati | Romi Dames | Inken Baxmeier                                                                                        |
| Prinzessin Layla von Andros        | 2– Film 1–3      |            | Laura Lenghi | Keke Palmer | Ilona Brokowski                                                                                       |
| Spezialisten                       |                  |            | | | |
| Kronprinz Sky von Eraklyon         | 1– Film 1–3      |            | Alessandro Quarta (ab Staffel 1) Marco Vivio (Filme)                                                                   | Matt Shively | Nicola Devico Mamone (Staffel 1–2, Filme) Timm Neu (Staffel 3) Tobias Nath (ab Staffel 4)             |
| Brandon                            | 1– Film 1–2      |            | Massimiliano Alto (Staffel 1 & 3) Nanni Baldini (Staffel 2) Gianluca Crisafi (ab Staffel 4) Gianfranco Miranda (Filme) | Adam Gregory | Wanja Gerick                                                                                          |
| Riven                              | 1–6, 8 Film 1–2  |            | Mirko Mazzanti (ab Staffel 1) Emiliano Coltorti (Filme)                                                                | Sam Riegel | Jan Rohrbach                                                                                          |
| Timmy                              | 1– Film 1–2      |            | Corrado Conforti (ab Staffel 1) Davide Perino (Filme)                                                                  | Charlie Schlatter | Ozan Ünal                                                                                             |
| Helia                              | 2– Film 1–2      |            | Francesco Pezzulli (Staffel 2–4) Leonardo Graziano (ab Staffel 5)                                                      | David Faustino | David Nathan (Staffel 2–4) René Dawn-Claude (ab Staffel 5) Karlo Hackenberger (Filme)                 |
| Nabu †                             | 3–4 Film 1–2     | 5          | Sasha De Toni | Will Blagrove | Steven Merting                                                                                        |
| Roy                                | 5–6              |            | Emanuele Ruzza | Bryton James | Oliver Bender                                                                                         |
| Nex                                | 6–               |            | Daniele Raffaeli Marco Bassetti                                                                                        | Adam Gregory | Julien Haggége                                                                                        |
| Antagonisten                       |                  |            | | | |
| Icy                                | 1–3, 5– Film 1–3 |            | Tatiana Dessi | Larisa Oleynik | Marnie Maren Müller (Staffel 1) Vera Teltz (Staffel 2–3, Filme) Tanya Kahana (ab Staffel 5, Specials) |
| Darcy                              | 1–3, 5– Film 1–3 |            | Federica De Bortoli | Jennifer Cody | Julia Ziffer (ab Staffel 1, Specials) Anna Carlsson (Filme)                                           |
| Stormy                             | 1–3, 5– Film 1–3 |            | Valeria Vidali | Kimberly Brooks | Samia Little Elk (Staffel 1–3) Tanja Schmitz (ab Staffel 5, Specials) Bianca Krahl (Filme)            |
| Lord Darkar †                      | 2                |            | Fabrizio Temperini | Michael Dorn | Jörg Hengstler (Staffel 2) Peter Lontzek (Specials)                                                   |
| Valtor †                           | 3, 8             |            | Guido Di Naccio | Josh Keaton | Michael Iwannek                                                                                       |
| Mandragora †                       | Film 1           |            | Cinzia De Carolis | Carolyn Lawrence | Heike Schroetter                                                                                      |
| Belladonna †                       | Film 1–2         | 1, 3, 5    | Ludovica Marineo (Serie) Monica Migliori (Filme)                                                                       | Grey DeLisle | Constanze Harpen (Staffel 3) Philine Peters-Arnolds (Film 1)                                          |
| Lysslis †                          | Film 1–2         | 1, 3, 5    | Paola Giannetti (Serie) Pasquale Anselmo (Filme)                                                                       | Candi Milo | Joseline Gassen (Film 1)                                                                              |
| Tharma †                           | Film 1–2         | 1, 3, 5    | Graziella Polesinati (Serie) Cinzia Villari (Filme)                                                                    | Laraine Newman | Viola Sauer (Film 1)                                                                                  |
| Ogron                              | 4                |            | Patrizio Prata | Yuri Lowenthal | Sebastian Christoph Jacob                                                                             |
| Gantlos                            | 4                |            | Christian Iansante | Mark Camacho | Tommy Morgenstern                                                                                     |
| Duman †                            | 4                |            | Davide Lepore | Josh Keaton | Christoph Banken                                                                                      |
| Anagan                             | 4                |            | Andrea Lavagnino | Bumper Robinson | Sven Gerhardt                                                                                         |
| Tritannus                          | 5 Film 3         |            | Alberto Bognanni | Adam Wylie | Andi Krösing (Staffel 5) Björn Schalla (Film 3)                                                       |
| Politea †                          | Film 3           | 5          | Alessandra Korompay (Film 3)                                                                                           | | Arianne Borbach (Film 3)                                                                              |
| Selina                             | 6                |            | Eleonora Reti | Jessica DiCicco | Nadine Zaddam                                                                                         |
| Acheron                            | 6                |            | Marco Bassetti | Sam Riegel | Oliver Siebeck                                                                                        |
| Kalshara                           | 7                |            | Emilia Costa | Eileen Stevens (DuArt) | Uschi Hugo                                                                                            |
| Brafilius                          | 7                |            | Carlo Scipioni | Marc Thompson (DuArt) | Uwe Büschken                                                                                          |
| Obscurum alias Argan               | 8                |            | Paolo De Santis | | |
| Verbündete der Winx und Trix       |                  |            | | | |
| Miss Faragonda                     | 1–3 Film 1–3     | 4–         | Roberta Greganti (ab Staffel 1) Emanuela Rossi (Filme)                                                                 | Larisa Oleynik | Rita Engelmann (Folge 1–109, Film 1 & 2) Denise Gorzelanny (ab Folge 110) Traudel Haas (ab Film 3)    |
| Kronprinzessin Roxy von Tir na Nog | 4, 7             | 5–6        | Debora Magnaghi | Liliana Mumy | Yvonne Greitzke                                                                                       |
| Kronprinzessin Daphne von Domino   | 5–6 Film 1–2     | 1, 3, 7    | Raffaella Castelli (Staffel 1–3) Connie Bismuto (ab Staffel 5) Roberta Pellini (Filme)                                 | Elizabeth Gillies | Heide Domanowski (Staffel 1–3) Franca Orlia (ab Staffel 5, Specials)                                  |
| Thoren                             | 6                | 7          | Alessio De Filippis | Charlie Schlatter | Florian Hoffmann                                                                                      |
| Haustiere                          |                  |            | | | |
| Kiko                               | 1– Film 1–3      |            | Ivan Andreani | Dee Bradley Baker | Tania Carlin                                                                                          |
| toor                               | 4                | 5          | Ivan Andreani | Jason Marsden | Sebastian Walch                                                                                       |
| Herzbandelfen (Pixies)             |                  |            | | | |
| Lockette                           | 2–3, 6 Film 1–2  | 4, 7       | Laura Lenghi (ab Staffel 1, Film 1) Beatrice Bologna (Film 2)                                                          | Hyden Walch (Staffel 3–4) Molly C. Quinn (Staffel 6)                                                                                                | Isabelle Schmidt (ab Staffel 2) Sandrine Mittelstädt (Filme)                                          |
| Amore                              | 2–3, 6 Film 1–2  | 4, 7       | Ilaria Latini (Staffel 2–4) Francesca Rinaldi (ab Staffel 6)                                                           | Hyden Walch (Staffel 3–4, Specials) Morgan Decker (Staffel 6)                                                                                       | Viktoria Voigt (Staffel 2–4) Angelina Geisler (Specials) Lydia Morgenstern (ab Staffel 6)             |
| Chatta                             | 2–3, 6 Film 1–2  | 4, 7       | Perla Liberatori | Lara Jill Miller (Staffel 3–4, Specials) Alejandra Reynoso (Staffel 6)                                                                              | Anja Rybiczka                                                                                         |
| Digit                              | 2–3 Film 1–2     | 4, 6       | Gemma Donati | Georgina Cordova | Maria Sumner                                                                                          |
| Tune                               | 2–3 Film 1–2     | 4, 6       | Letizia Ciampa | Lara Jill Miller | Heike Beeck (Staffel 2–4) Bea Tober (Specials)                                                        |
| Piff                               | 2–3, 6 Film 1–2  | 4, 7       | Domitilla D'Amico (Staffel 2–4) Gaia Bolognesi (ab Staffel 6)                                                          | Georgina Cordova (Staffel 3–4) Keke Palmer (Staffel 6)                                                                                              | Julia Blankenburg                                                                                     |
| Cara                               | 6                | 7          | Raffaella Castelli | Amy Gross | Julia Ziffer                                                                                          |
| Cherie                             | 6                | 7          | Ilaria Latini | Romi Dames | Magdalena Turba                                                                                       |
| Selkies                            |                  |            | | | |
| Lemmy                              | 5 Film 3         |            | Gaia Bolognesi | Morgan Decker | Angelina Geisler                                                                                      |
| Illiris                            | 5 Film 3         |            | Francesca Rinaldi | Tara Strong | Anja Rybiczka                                                                                         |
| Sonna                              | 5 Film 3         |            | Perla Liberatori | Hope Levy | Shanti Chakraborty (Folge 112–116) Nora Friedrich (ab Folge 117)                                      |
| Lithia                             | 5 Film 3         |            | Rachele Paolelli | Natalie Lander | Julia Stoepel                                                                                         |
| Desiryee                           | 5 Film 3         |            | Veronica Cannizzaro | Amber Hood | Jennifer Weiß                                                                                         |
| Serena                             | 5 Film 3         |            | Cristina Poccardi | Laura Bailey | Peggy Pollow                                                                                          |
| Phylla                             |                  | 5          | Eleonora Reti | Lauren Weisman | Sarah Tkotsch                                                                                         |
| Nissa                              |                  | 5          | | Sugar Lyn Beard | Elke Appelt                                                                                           |

### Nebencharaktere
| Rolle                           | Nebenrolle        | Italienischer Sprecher                                                                       | Englischer Sprecher 1                                              | Deutscher Sprecher                                                                      |
| Planeten                        | Planeten          | Planeten                                                                                     | Planeten                                                           | Planeten                                                                                |
| Magix                           | Magix             | Magix                                                                                        | Magix                                                              | Magix                                                                                   |
| ------------------------------- | ----------------- | -------------------------------------------------------------------------------------------- | ------------------------------------------------------------------ | --------------------------------------------------------------------------------------- |
| Miss Griselda                   | 1– Film 1, 3      | Franca Lumachi (Staffel 1–5) Rachele Paolelli (ab Staffel 6)                                 | Susanne Blakeslee                                                  | Regine Albrecht (Staffel 1–2) Katarina Tomaschewsky (ab Staffel 3) Astrid Bless (Filme) |
| Professor Wizgiz                | 1– Film 1–3       | Ino Caprio (ab Staffel 1) Luigi Ferraro (Filme)                                              | Dee Bradley Baker                                                  | Gerald Schaale                                                                          |
| Professor Palladium             | 1– Film 1         | Vittorio Guerrieri (Staffel 1–3) Stefano Onofri (ab Staffel 4) Alessandro Budroni (Filme)    | Mitchell Whitfield                                                 | Olaf Reichmann (Staffel 1–2) Thomas Schmuckert (ab Staffel 3)                           |
| Knut                            | 1–3, 8            | Roberto Draghetti                                                                            | Stoney Emshwiller                                                  | Tilo Schmitz                                                                            |
| Miss Griffin                    | 1–3, 6 Film 1–2   | Antonella Giannini                                                                           | Grey DeLisle                                                       | Liane Rudolph (ab Staffel 1) Denise Gorzelanny (Specials)                               |
| Mirta                           | 1–3, 5 Film 1–2   | Gaia Bolognesi                                                                               | Natalie Lander                                                     | Christin Springer                                                                       |
| Lucy                            | 1–3 Film 2        | Milvia Bonacini                                                                              | Jessica DiCicco                                                    | Julia Blankenburg (Staffel 1) Sabine Winterfeldt (Staffel 2)                            |
| Codatorta                       | 1–2, 5 Film 1     | Fabrizio Temperini                                                                           | Matt Hoverman                                                      | Sebastian Christoph Jacob                                                               |
| Saladin                         | 1–3, 5 Film 1     | Oliviero Dinelli                                                                             | René Auberjonois                                                   | Kaspar Eichel                                                                           |
| Professorin Ediltrude           | 1–3               |                                                                                              | Rachel Lillis                                                      | Bea Tober                                                                               |
| Professorin Zarathustra         | 1–3               |                                                                                              | Veronica Taylor Jennifer Hale (Staffel 3)                          | Denise Gorzelanny                                                                       |
| Professor Avalon                | 2–3 Film 1        | Stefano Crescentini                                                                          | Michael Dorn                                                       | Thomas Nero Wolff                                                                       |
| Glim                            | 2–3, 6 Film 1     | Domitilla D'Amico                                                                            | Lara Jill Miller                                                   |                                                                                         |
| Zing                            | 2–3, 6 Film 1     | Perla Liberatori                                                                             | Jessica Di Cicco                                                   | Emily Behr                                                                              |
| Livy                            | 2–3, 6 Film 1–2   | Domitilla D'Amico                                                                            | Lara Jill Miller                                                   | Daniela Reidies                                                                         |
| Sponsus                         | 2                 |                                                                                              |                                                                    | Michael Bauer                                                                           |
| Prinzessin Améntia von Tiefland | 2                 | Alessia La Monica                                                                            | Priscilla Everett                                                  | Uschi Hugo                                                                              |
| Concorda                        | 2–3, 6 Film 1     | Alessia La Monica                                                                            | Kari Wahlgren                                                      | Eva-Maria Werth                                                                         |
| Athena                          | 2, 6 Film 2       | Milvia Bonacini                                                                              |                                                                    | Simone Jaeger                                                                           |
| Discorda                        | 2, 6              | Tatiana Dessi                                                                                |                                                                    | Carmen Katt                                                                             |
| Ninfea                          | 2, 4, 6 Film 1    | Barbara Pitotti                                                                              | Grey DeLisle                                                       | Carmen Katt (Staffel 2) Tanja Schmitz (Staffel 4–5)                                     |
| Jolly                           | 2, 4, 6 Film 1–2  | Benedetta Gravina                                                                            | Kari Wahlgren                                                      | Diana Borgwardt                                                                         |
| Alice                           | 3–6 Film 1–3      |                                                                                              | Saige Ryan Campbell (Staffel 4) Kimberly Brooks (Staffel 6)        | Julia Stoepel                                                                           |
| Clarice                         | 3–6 Film 1–3      | Eleonora Reti                                                                                | Jessica DiCicco (Film 1) Megan Goldsmith (ab Staffel 4)            | Millie Forsberg                                                                         |
| Miss Mavilla                    | 7                 |                                                                                              | Kathryn Cahill                                                     | Irina von Bentheim                                                                      |
| Erde                            |                   |                                                                                              |                                                                    |                                                                                         |
| Vanessa                         | 1–6 Film 1–2      | Babara De Bortoli                                                                            | April Stewart                                                      | Judith Brandt (Staffel 1–5) Victoria Sturm (ab Staffel 6)                               |
| Mike                            | 1–6 Film 1–2      | Roberto Certomà                                                                              | James Stewart                                                      | Uwe Büschken                                                                            |
| Mitzi                           | 1–2, 4–6          | Monica Vulcano                                                                               | Daniella Monet                                                     | Isabelle Schmidt (Staffel 1) Maria Koschny (Staffel 2) Juliana Cukier (ab Staffel 4)    |
| Morgana                         | 4, 6              | Alessandra Cassioli (Staffel 4) Francesca Rinaldi (Staffel 6)                                | Mindy Sterling (Staffel 4) Jennifer Cody (Staffel 6)               | Adelheid Kleineidam (Staffel 4) Sabine Walkenbach (Staffel 6)                           |
| Klaus                           | 4–5               | Claudio Moneta                                                                               | Michael Donovan                                                    |                                                                                         |
| Andy                            | 4                 | Gianluca Crisafi                                                                             | Justin Prentice                                                    | Daniel Montoya                                                                          |
| Jason Queen                     | 4                 | Niseem Onorato                                                                               | Charlie Schlatter                                                  | Felix Spieß                                                                             |
| Königin Nebula von Tir na Nog   | 4, 6              | Valentina Mari (Staffel 4) Rachele Paolelli (Staffel 6)                                      | Karen Strassman (Staffel 4) Grey DeLisle (Staffel 6)               | Ulrike Völger                                                                           |
| Diana                           | 4                 | Rachele Paolelli                                                                             | Tara Strong                                                        | Julia Stoepel                                                                           |
| Sibylla                         | 4                 |                                                                                              | Laraine Newman                                                     | Katja Strobel                                                                           |
| Aurora                          | 4                 | Angela Brusa                                                                                 | Megan Goldsmith                                                    | Sabine Sebastian                                                                        |
| Macy                            | 5                 | Francesca Rinaldi                                                                            | Ariel Winter                                                       | Yamuna Kemmerling                                                                       |
| Eldora                          | 6                 | Anne Henn                                                                                    | April Stewart                                                      | Juana von Jascheroff                                                                    |
| Erakylon                        |                   |                                                                                              |                                                                    |                                                                                         |
| König Erendor von Eraklyon      | 1–5 Film 1–2      | Alessandro Budroni                                                                           | Peter Emshwiller                                                   | Axel Lutter                                                                             |
| Königin Samara von Eraklyon     | 1–3, 5 Film 1     | Ludovica Marineo                                                                             | Candi Milo                                                         | Silvia Mißbach                                                                          |
| Prinzessin Diaspro von Isis     | 1–3, 5–6          | Alessia La Monica (Staffel 1–3) Katia Sorrentino (ab Staffel 5) Monica Bertolotti (Specials) | Ariana Grande (Staffel 3–5, Specials) Cassandra Morris (Staffel 6) | Anna Carlsson (Staffel 1–3) Nicole Hannak (ab Staffel 5)                                |
| Lazuli                          | 6                 |                                                                                              | Jennifer Cody                                                      | Lisa Braun                                                                              |
| Solaria                         |                   |                                                                                              |                                                                    |                                                                                         |
| König Radius von Solaria        | 1, 3, 5–6         | Fabrizio Temperini (Staffel 3) Pasquale Anselmo (ab Staffel 5)                               | André Sogliuzzo                                                    | Walter Alich                                                                            |
| Königin Luna von Solaria        | 1, 5–6            | Ilaria Giorgino                                                                              | Megan Cavanagh (ab Staffel 5) Kari Wahlgren (Folge 144)            | Andrea Aust                                                                             |
| Chimera                         | 3                 | Raffaella Castelli                                                                           | Rachael MacFarlane                                                 | Tanya Kahana                                                                            |
| Gräfin Cassandra                | 3                 | Francesca Draghetti                                                                          | Kath Soucie                                                        | Ulrike Hübschmann                                                                       |
| Nova                            | 3                 |                                                                                              | Cymphonique Miller                                                 | Svantje Wascher                                                                         |
| Melody                          |                   |                                                                                              |                                                                    |                                                                                         |
| Maitlin †                       | 1–3, 5            |                                                                                              | Laura Bailey                                                       | Gabriele Schramm                                                                        |
| Ho-Boe                          | 2, 5              | Fabrizio Temperini (Staffel 5)                                                               | Jim Ward                                                           | Frank Ciazynski                                                                         |
| Prinzessin Galatea von Melody   | 3, 5              | Francesca Manicone                                                                           | Jennifer Hale                                                      | Carmen Katt                                                                             |
| König Garonimus von Melody      | 5                 |                                                                                              |                                                                    | Klaus Lochthove                                                                         |
| Domino                          |                   |                                                                                              |                                                                    |                                                                                         |
| König Oritel von Domino         | 2–3, 5–7 Film 1–2 | Luca Graziani (ab Staffel 5) Francesco Prando (Filme)                                        | Josh Keaton                                                        | Frank Muth (ab Staffel 5) Robin Kahnmeyer (Filme)                                       |
| Königin Marion von Domino       | 2–3, 5–7 Film 1–2 | Rachele Paolelli (ab Staffel 5) Claudia Razzi (Filme)                                        | Larisa Oleynik (Staffel 5, Film 1) Grey DeLisle (Staffel 6)        | Sabine Mazay (ab Staffel 5) Victoria Sturm (Filme)                                      |
| Lord Bartelby                   | Film 1            | Gabriele Lavia                                                                               | Michael Bell                                                       | Lothar Blumhagen                                                                        |
| Andros                          |                   |                                                                                              |                                                                    |                                                                                         |
| König Teredor von Andros        | 3, 5 Film 1       | Fabrizio Temperini (ab Staffel 5)                                                            | Obba Babatundé                                                     | Andreas Hosang                                                                          |
| Königin Niobe von Andros        | 3, 5–6 Film 1     | Daniela Abruzzese (Staffel 3)                                                                | Grey DeLisle (Staffel 3–5) Kimberly Brooks (Staffel 6)             | Anke Reitzenstein                                                                       |
| Prinzessin Tressa von Andros    | 3, 5              | Alberta Viti (Staffel 3) Eleonora Reti (Staffel 5)                                           | Laura Bailey                                                       | Tina Haseney (Staffel 3) Katrin Jaehne (Staffel 5)                                      |
| Königin Ligea von Andros        | 3, 5              | Antonella Rinaldi (Staffel 3) Daniela Abruzzese (Staffel 5)                                  | Laraine Newman                                                     | Arianne Borbach                                                                         |
| König Neptun von Andros         | 5                 | Pierluigi Astore                                                                             | Keyth Farley                                                       | Gerald Paradies                                                                         |
| Kronprinz Nereus von Andros     | 5                 | Marco Vivio                                                                                  | Will Friedle                                                       | Jan Makino                                                                              |
| Linphea                         |                   |                                                                                              |                                                                    |                                                                                         |
| Miele                           | 3, 6–7            | Benedetta Gravina (Staffel 3) Gaia Bolognesi (ab Staffel 6)                                  | Jessica DiCicco                                                    | Lily Sumner                                                                             |
| Prinzessin Krystal von Linphea  | 5–6               | Francesca Rinaldi                                                                            | Cymphonique Miller                                                 | Giovanna Winterfeldt                                                                    |
| Königin Rachel von Linphea      | 5                 |                                                                                              | Kari Wahlgren                                                      |                                                                                         |
| Alyssa                          | 6–7               | Rachele Paolelli                                                                             |                                                                    |                                                                                         |
| Rhodos                          | 7                 |                                                                                              | Jason Griffith                                                     |                                                                                         |
| Zenith                          |                   |                                                                                              |                                                                    |                                                                                         |
| König Cryos von Zenith          | 5                 |                                                                                              | Dave B. Mitchell                                                   | Bernd Vollbrecht                                                                        |
| Magnethia                       | 6–7               | Ilaria Giorgino                                                                              | Jennifer Cody                                                      | Carmen Katt                                                                             |
| Electronio                      | 6–7               | Vittorio Guerrieri                                                                           | Dee Bradley Baker                                                  | Michael Bauer                                                                           |

## Ausstrahlung
Insgesamt wurden bis 2019 acht Staffeln mit je 26 Episoden, drei Kinofilme und vier Winx Club Specials, die die ersten beiden Staffeln zusammenfassen, produziert. In Deutschland wurden die ersten beiden Staffeln auf RTL II ausgestrahlt. Im September 2006 wechselte die Serie zum Fernsehsender Nickelodeon. Der Kinofilm Winx Club – Das Geheimnis des verlorenen Königreichs kam am 4. September 2008 in die Deutschen Kinos und erreichte über 250.000 Besucher in Deutschland. Der zweite Kinofilm Winx Club – Das magische Abenteuer erschien am 5. Mai 2011 und lockte über 100.000 Besucher in die deutschen Kinos. Der dritte Film Winx Club: Das Geheimnis des Ozeans wurde hierzulande am 20. März 2015 auf DVD veröffentlicht. Am 28. Januar 2012 zeigte Nickelodeon das erste Winx Club Special, am 11. Februar das zweite, am 10. März das dritte und am 31. März das vierte Special.
Von 2011 bis 2014 produzierte Rainbow S.p.A. zusammen mit Nickelodeon insgesamt 52 neue Episoden, die von 2012 bis 2014 als fünfte und sechste Staffel ausgestrahlt wurden. Beide Rainbow S.p.A. und Nickelodeon sind Teil der Firma Viacom.
Eine neunte Staffel unter dem Namen Winx Club Shorts ist bereits in Planung.
| Staffel | Titelsong                    | Episoden | Deutscher Sender | Deutsche Erstausstrahlung | Deutsche Erstausstrahlung | Italienischer Sender | Italienische Erstausstrahlung | Italienische Erstausstrahlung |
| Staffel | Titelsong                    | Episoden | Deutscher Sender | von                       | bis                       | Italienischer Sender | von                           | bis                           |
| ------- | ---------------------------- | -------- | ---------------- | ------------------------- | ------------------------- | -------------------- | ----------------------------- | ----------------------------- |
| 1       | Heller als Licht             | 26       | RTL II           | 9. Juli 2004              | 13. August 2004           | Rai 2 1              | 28. Januar 2004               | 3. März 2004                  |
| 2       | Heller als Licht             | 26       | RTL II           | 2. Januar 2006            | 6. Februar 2006           | Rai 2 1              | 19. April 2005                | 14. Juli 2005                 |
| 3       | Bist du bereit               | 26       | Nickelodeon      | 3. Oktober 2007           | 29. Oktober 2007          | Rai 2 1              | 29. Januar 2007               | 28. März 2007                 |
| 4       | Wir sind zurück              | 26       | Nickelodeon      | 2. November 2009          | 4. Dezember 2009          | Rai 2 1              | 15. April 2009                | 13. November 2009             |
| 5       | Wir sind die Winx!           | 26       | Nickelodeon      | 14. Oktober 2012          | 30. August 2013           | Rai 2 1              | 16. Oktober 2012              | 24. April 2013                |
| 6       | Wir sind die magischen Winx  | 26       | Nickelodeon      | 15. Juni 2014             | 2. November 2014          | Rai 2 1              | 6. Januar 2014                | 4. August 2014                |
| 7       | Voll Magie und Kraft wie wir | 26       | Nickelodeon      | 10. August 2015           | 16. Mai 2016              | Rai Gulp             | 21. September 2015            | 3. Oktober 2015               |
| 8       |                              | 26       |                  |                           |                           | Rai Yoyo             | 15. April 2019                | 17. September 2019            |

## Episodenliste
| Nummer (gesamt) | Nummer (Staffel) | Deutscher Titel          | Erstausstrahlung (Deutschland) | Italienischer Titel      | Erstausstrahlung (Italien) |
| --------------- | ---------------- | ------------------------ | ------------------------------ | ------------------------ | -------------------------- |
| 1               | 1                | Das magische Zepter      | 9. Juli 2004                   | Una fata a Gardenia      | 28. Januar 2004            |
| 2               | 2                | Die drei Hexen           | 12. Juli 2004                  | Benvenuti a Magix!       | 29. Januar 2004            |
| 3               | 3                | Die goldenen Eier        | 13. Juli 2004                  | L'anello di Stella       | 30. Januar 2004            |
| 4               | 4                | Jagd nach dem Troll      | 14. Juli 2004                  | La palude di Melmamora   | 2. Februar 2004            |
| 5               | 5                | In der Falle             | 15. Juli 2004                  | Appuntamento al buio     | 3. Februar 2004            |
| 6               | 6                | In heimlicher Mission    | 16. Juli 2004                  | Missione a Torrenuvola   | 4. Februar 2004            |
| 7               | 7                | Freunde in der Not       | 19. Juli 2004                  | A che servono gli amici? | 5. Februar 2004            |
| 8               | 8                | Der Rosentag             | 20. Juli 2004                  | La festa della rosa      | 6. Februar 2004            |
| 9               | 9                | Rivens Verrat            | 21. Juli 2004                  | Il tradimento di Riven   | 9. Februar 2004            |
| 10              | 10               | Planet Domino            | 22. Juli 2004                  | La fiamma del drago      | 10. Februar 2004           |
| 11              | 11               | Die Riesenschildkröte    | 23. Juli 2004                  | Il regno delle ninfe     | 11. Februar 2004           |
| 12              | 12               | Miss Magix               | 26. Juli 2004                  | Miss Magix               | 12. Februar 2004           |
| 13              | 13               | Die Entdeckung           | 27. Juli 2004                  | La figlia del fuoco      | 13. Februar 2004           |
| 14              | 14               | Blooms dunkles Geheimnis | 28. Juli 2004                  | Il segreto di Bloom      | 16. Februar 2004           |
| 15              | 15               | Die Versuchung           | 29. Juli 2004                  | Voci dal passato         | 17. Februar 2004           |
| 16              | 16               | Der Fluch des Monsters   | 30. Juli 2004                  | Il nemico nell'ombra     | 18. Februar 2004           |
| 17              | 17               | Die Prinzessin           | 2. August 2004                 | Il segreto di Brandon    | 19. Februar 2004           |
| 18              | 18               | Die Hüterin der Flamme   | 3. August 2004                 | Addio Magix              | 20. Februar 2004           |
| 19              | 19               | Die Armee der Finsternis | 4. August 2004                 | Attacco ad Alfea         | 23. Februar 2004           |
| 20              | 20               | Das Eis-Monster          | 5. August 2004                 | La scomparsa di Bloom    | 24. Februar 2004           |
| 21              | 21               | Die Krone der Träume     | 6. August 2004                 | Trappola di ghiaccio     | 25. Februar 2004           |
| 22              | 22               | Rückkehr aus Domino      | 9. August 2004                 | Il ritorno di Riven      | 26. Februar 2004           |
| 23              | 23               | Machtspiele              | 10. August 2004                | Fuga da Torrenuvola      | 27. Februar 2004           |
| 24              | 24               | Mit vereinten Kräften    | 11. August 2004                | Il mistero del lago      | 1. März 2004               |
| 25              | 25               | Die letzte Schlacht      | 12. August 2004                | Il sonno di Magix        | 2. März 2004               |
| 26              | 26               | Der große Sieg           | 13. August 2004                | Battaglia finale         | 3. März 2004               |

| Nummer (gesamt) | Nummer (Staffel) | Deutscher Titel                 | Erstausstrahlung (Deutschland) | Italienischer Titel             | Erstausstrahlung (Italien) |
| --------------- | ---------------- | ------------------------------- | ------------------------------ | ------------------------------- | -------------------------- |
| 27              | 1                | Der Schattenphoenix             | 2. Januar 2006                 | La fenice d'ombra               | 19. April 2005             |
| 28              | 2                | Alte Tricks                     | 3. Januar 2006                 | Il ritorno delle Trix           | 21. April 2005             |
| 29              | 3                | Die Rettungsmission             | 4. Januar 2006                 | Missione di Salvataggio         | 26. April 2005             |
| 30              | 4                | Prinzessin Améntia              | 5. Januar 2006                 | La Principessa Amentia          | 28. April 2005             |
| 31              | 5                | Die Befreiung der Elfen         | 6. Januar 2006                 | Magico Bonding                  | 3. Mai 2005                |
| 32              | 6                | Der flüchtige Bräutigam         | 9. Januar 2006                 | Il matrimonio di Brandon        | 5. Mai 2005                |
| 33              | 7                | Der geheimnisvolle Stein        | 10. Januar 2006                | La pietra misteriosa            | 10. Mai 2005               |
| 34              | 8                | Die geplatzte Party             | 11. Januar 2006                | Il guasta feste                 | 12. Mai 2005               |
| 35              | 9                | Professor Avalons Geheimnis     | 12. Januar 2006                | Il segreto del professor Avalon | 17. Mai 2005               |
| 36              | 10               | Die Gruft des Codex             | 13. Januar 2006                | La cripta del codice            | 19. Mai 2005               |
| 37              | 11               | Wettlauf mit der Zeit           | 16. Januar 2006                | Corsa contro il tempo           | 24. Mai 2005               |
| 38              | 12               | Im Simulator                    | 17. Januar 2006                | Unite per la vittoria           | 26. Mai 2005               |
| 39              | 13               | Die unsichtbaren Elfen          | 18. Januar 2006                | La dama del ballo               | 31. Mai 2005               |
| 40              | 14               | Kampf auf dem Planeten Eraclyon | 19. Januar 2006                | Battaglia sul pianeta Eraklyon  | 2. Juni 2005               |
| 41              | 15               | Die Show muss weitergehen       | 20. Januar 2006                | Lo spettacolo continua          | 7. Juni 2005               |
| 42              | 16               | HalloWinx                       | 23. Januar 2006                | Hallowinx!                      | 9. Juni 2005               |
| 43              | 17               | Schlechte Verbündete            | 24. Januar 2006                | Gemellaggio con le Streghe      | 14. Juni 2005              |
| 44              | 18               | Im Herzen von Wolkenturm        | 25. Januar 2006                | Nel Cuore di Torrenuvola        | 16. Juni 2005              |
| 45              | 19               | Der Schattenvirus               | 26. Januar 2006                | La spia nell'ombra              | 21. Juni 2005              |
| 46              | 20               | Der Letzte Teil des Codex       | 27. Januar 2006                | Il villaggio delle Pixies       | 23. Juni 2005              |
| 47              | 21               | Charmix Power                   | 30. Januar 2006                | Il potere del Charmix           | 28. Juni 2005              |
| 48              | 22               | Gefahr im wilden Land           | 31. Januar 2006                | Wildland: La grande trappola    | 30. Juni 2005              |
| 49              | 23               | Avalons dunkles Geheimnis       | 1. Februar 2006                | Il momento della verità         | 5. Juli 2005               |
| 50              | 24               | Darkars Gefangene               | 2. Februar 2006                | Prigioniera di Darkar           | 7. Juli 2005               |
| 51              | 25               | Im Angesicht des Feindes        | 3. Februar 2006                | Faccia a faccia con il nemico   | 12. Juli 2005              |
| 52              | 26               | Der Phoenix erhebt sich         | 6. Februar 2006                | Le ceneri della Fenice          | 14. Juli 2005              |

| Nummer (gesamt) | Nummer (Staffel) | Deutscher Titel              | Erstausstrahlung (Deutschland) | Italienischer Titel          | Erstausstrahlung (Italien) |
| --------------- | ---------------- | ---------------------------- | ------------------------------ | ---------------------------- | -------------------------- |
| 53              | 1                | Der Prinzessinenball         | 3. Oktober 2007                | Il ballo della principessa   | 29. Januar 2007            |
| 54              | 2                | Dunkle Mächte auf Solaria    | 4. Oktober 2007                | Il marchio di Valtor         | 31. Januar 2007            |
| 55              | 3                | Die schöne Fee und das Biest | 5. Oktober 2007                | La principessa e la bestia   | 2. Februar 2007            |
| 56              | 4                | Der Spiegel der Wahrheit     | 6. Oktober 2007                | Lo specchio della verità     | 5. Februar 2007            |
| 57              | 5                | Meer des Grauens             | 7. Oktober 2007                | Il Mare della Paura          | 7. Februar 2007            |
| 58              | 6                | Laylas Entscheidung          | 8. Oktober 2007                | La scelta di Aisha           | 9. Februar 2007            |
| 59              | 7                | Die Verbindung des Lichts    | 9. Oktober 2007                | La compagnia della luce      | 12. Februar 2007           |
| 60              | 8                | Böse Überraschung für Bloom  | 10. Oktober 2007               | Una sleale avversaria        | 14. Februar 2007           |
| 61              | 9                | Ein Herz und ein Schwert     | 11. Oktober 2007               | Il cuore e la spada          | 16. Februar 2007           |
| 62              | 10               | Die Belagerung von Alfea     | 12. Oktober 2007               | Alfea sotto assedio          | 19. Februar 2007           |
| 63              | 11               | Wo ist Faragonda?            | 13. Oktober 2007               | Trappola per fate            | 21. Februar 2007           |
| 64              | 12               | Die Tränen der Trauerweide   | 14. Oktober 2007               | Le lacrime del salice nero   | 23. Februar 2007           |
| 65              | 13               | Ein letzter Flügelschlag     | 15. Oktober 2007               | Un ultimo battito d'ali      | 26. Februar 2007           |
| 66              | 14               | Blooms Herausforderung       | 16. Oktober 2007               | Furia!                       | 28. Februar 2007           |
| 67              | 15               | Die Insel der Drachen        | 17. Oktober 2007               | L'isola dei draghi           | 2. März 2007               |
| 68              | 16               | Das Feuer des Drachen        | 18. Oktober 2007               | Dalle ceneri                 | 5. März 2007               |
| 69              | 17               | In der Schlangengrube        | 19. Oktober 2007               | Nella tana del serpente      | 7. März 2007               |
| 70              | 18               | Valtors Truhe                | 20. Oktober 2007               | Lo scrigno di Valtor         | 9. März 2007               |
| 71              | 19               | Im letzten Augenblick        | 22. Oktober 2007               | All'ultimo minuto            | 12. März 2007              |
| 72              | 20               | Mission der Elfen            | 23. Oktober 2007               | La carica delle Pixies       | 14. März 2007              |
| 73              | 21               | Der rote Turm                | 24. Oktober 2007               | La torre rossa               | 16. März 2007              |
| 74              | 22               | Das Kristall-Labyrinth       | 25. Oktober 2007               | Il labirinto di cristallo    | 19. März 2007              |
| 75              | 23               | Ophirs Geheimnis             | 26. Oktober 2007               | La sfida dei maghi           | 21. März 2007              |
| 76              | 24               | Die Offenbarung der Hexen    | 27. Oktober 2007               | La rivelazione delle streghe | 23. März 2007              |
| 77              | 25               | Alles oder nichts            | 28. Oktober 2007               | L'ira dello stregone         | 26. März 2007              |
| 78              | 26               | Ende und Anfang              | 29. Oktober 2007               | Un nuovo inizio              | 28. März 2007              |

| Nummer (gesamt) | Nummer (Staffel) | Deutscher Titel                 | Erstausstrahlung (Deutschland) | Italienischer Titel       | Erstausstrahlung (Italien) |
| --------------- | ---------------- | ------------------------------- | ------------------------------ | ------------------------- | -------------------------- |
| 79              | 1                | Die Hexer des schwarzen Kreises | 31. Oktober 2009               | I cacciatori di fate      | 15. April 2009             |
| 80              | 2                | Der Lebensbaum                  | 31. Oktober 2009               | L'albero della vita       | 17. April 2009             |
| 81              | 3                | Die letzte Fee der Erde         | 31. Oktober 2009               | L'ultima fata della terra | 20. April 2009             |
| 82              | 4                | Musik und Kuscheltiere          | 1. November 2009               | Love & Pet                | 22. April 2009             |
| 83              | 5                | Mitzis Geschenk                 | 6. November 2009               | Il regalo di Mitzi        | 24. April 2009             |
| 84              | 6                | Eine Fee in Gefahr              | 9. November 2009               | Una fata in pericolo      | 27. April 2009             |
| 85              | 7                | Winx Believix                   | 10. November 2009              | Winx Believix             | 29. April 2009             |
| 86              | 8                | Der weiße Kreis                 | 11. November 2009              | Il cerchio bianco         | 1. Mai 2009                |
| 87              | 9                | Nebula                          | 12. November 2009              | Nebula                    | 4. Mai 2009                |
| 88              | 10               | Musas Lied                      | 13. November 2009              | La canzone di Musa        | 6. Mai 2009                |
| 89              | 11               | Der Heiratsantrag               | 16. November 2009              | Winx Club per sempre      | 8. Mai 2009                |
| 90              | 12               | Dad, ich bin eine Fee!          | 17. November 2009              | Papà! Sono una fata!      | 11. Mai 2009               |
| 91              | 13               | Der Angriff der Hexer           | 18. November 2009              | L'attacco degli stregoni  | 13. Mai 2009               |
| 92              | 14               | Sieben: Eine perfekte Zahl      | 19. November 2009              | 7: Il numero perfetto     | 14. Oktober 2009           |
| 93              | 15               | Lektionen in Magie              | 20. November 2009              | Lezioni di magia          | 16. Oktober 2009           |
| 94              | 16               | Eine virtuelle Welt             | 23. November 2009              | Un mondo virtuale         | 19. Oktober 2009           |
| 95              | 17               | Die verzauberte Insel           | 24. November 2009              | L'isola incantata         | 21. Oktober 2009           |
| 96              | 18               | Der Zorn der Natur              | 25. November 2009              | La furia della natura     | 26. Oktober 2009           |
| 97              | 19               | Dianas Königreich               | 26. November 2009              | Nel regno di Diana        | 28. Oktober 2009           |
| 98              | 20               | Die Schickssalsgaben            | 27. November 2009              | I doni del destino        | 30. Oktober 2009           |
| 99              | 21               | Sybillas Grotte                 | 30. November 2009              | La caverna di Sibylla     | 2. November 2009           |
| 100             | 22               | Ein Turm aus Eis                | 1. Dezember 2009               | La Torre Gelata           | 6. November 2009           |
| 101             | 23               | Blooms Prüfung                  | 2. Dezember 2009               | La prova di Bloom         | 6. November 2009           |
| 102             | 24               | Die schwarze Gabe               | 3. Dezember 2009               | Il giorno della giustizia | 9. November 2009           |
| 103             | 25               | Morganas Geheimnis              | 4. Dezember 2009               | Il segreto di Morgana     | 11. November 2009          |
| 104             | 26               | Feuer und Eis                   | 4. Dezember 2009               | Ghiaccio e fuoco          | 13. November 2009          |

| Nummer (gesamt) | Nummer (Staffel) | Deutscher Titel                    | Erstausstrahlung (Deutschland) | Italienischer Titel         | Erstausstrahlung (Italien) |
| --------------- | ---------------- | ---------------------------------- | ------------------------------ | --------------------------- | -------------------------- |
| 105             | 1                | Die Ölkatastrophe                  | 21. Oktober 2012               | Minaccia dall'oceano        | 16. Oktober 2012           |
| 106             | 2                | Neue Macht für Tritannus           | 28. Oktober 2012               | L'ascesa di Tritannus       | 17. Oktober 2012           |
| 107             | 3                | Rückkehr nach Alfea                | 4. November 2012               | Ritorno ad Alfea            | 18. Oktober 2012           |
| 108             | 4                | Das Sirenix-Buch                   | 11. November 2012              | Il libro Sirenix            | 19. Oktober 2012           |
| 109             | 5                | Die Lilo-Blume                     | 14. Oktober 2012               | Il magico Lilo              | 22. Oktober 2012           |
| 110             | 6                | Die Macht des Harmonix             | 18. November 2012              | Potere Harmonix             | 23. Oktober 2012           |
| 111             | 7                | Die schimmernden Muscheln          | 2. Dezember 2012               | Le conchiglie luccicanti    | 24. Oktober 2012           |
| 112             | 8                | Das Geheimnis des rubinroten Riffs | 10. Dezember 2012              | La melodia del rubino       | 25. Oktober 2012           |
| 113             | 9                | Der Juwel des Mitgefühls           | 30. Dezember 2012              | La gemma dell'empatia       | 26. Oktober 2012           |
| 114             | 10               | Zauberhafte Weihnachten            | 8. Dezember 2012               | Natale ad Alfea             | 29. Oktober 2012           |
| 115             | 11               | Die Tricks der Trix                | 6. Januar 2013                 | Le Trix in agguato          | 30. Oktober 2012           |
| 116             | 12               | Die Mutprobe                       | 13. Januar 2013                | Prova di coraggio           | 1. November 2012           |
| 117             | 13               | Sirenix                            | 14. August 2013                | Le fate Sirenix             | 2. November 2012           |
| 118             | 14               | Der Herrscherthron                 | 15. August 2013                | Il Trono Dell'Imperatore    | 8. April 2013              |
| 119             | 15               | Die Säule des Lichts               | 16. August 2013                | Il Pilastro Della Luce      | 9. April 2013              |
| 120             | 16               | Die Sonnenfinsternis               | 19. August 2013                | L'Eclisse                   | 10. April 2013             |
| 121             | 17               | Ferne Reflexionen                  | 20. August 2013                | L'Occhio Che Ispira Le Fate | 11. April 2013             |
| 122             | 18               | Der Allesverschlinger              | 21. August 2013                | Il Divoratore               | 12. April 2013             |
| 123             | 19               | Die singenden Wale                 | 22. August 2013                | Le Balene Del Canto         | 15. April 2013             |
| 124             | 20               | Liebesprobleme                     | 23. August 2013                | Problemi Sentimentali       | 16. April 2013             |
| 125             | 21               | Ein perfektes Date                 | 26. August 2013                | Un Appuntamento Perfetto    | 17. April 2013             |
| 126             | 22               | Hör auf dein Herz                  | 27. August 2013                | Ascolta Il Tuo Cuore        | 18. April 2013             |
| 127             | 23               | Das Haifisch-Auge                  | 28. August 2013                | Sulle Tracce Di Politea     | 19. April 2013             |
| 128             | 24               | Die Rettung der Paradiesbucht      | 29. August 2013                | Il Respiro Dell'Oceano      | 22. April 2013             |
| 129             | 25               | Der Kampf um den Unendlichen Ozean | 30. August 2013                | Scontro Epico               | 23. April 2013             |
| 130             | 26               | Das Ende von Tritannus             | 30. August 2013                | La Fine Dell'Incubo         | 24. April 2013             |

| Nummer (gesamt) | Nummer (Staffel) | Deutscher Titel                | Erstausstrahlung (Deutschland) | Italienischer Titel        | Erstausstrahlung (Italien) |
| --------------- | ---------------- | ------------------------------ | ------------------------------ | -------------------------- | -------------------------- |
| 131             | 1                | Die Inspiration des Sirenix    | 9. Juni 2014                   | L'ispirazione del Sirenix  | 6. Januar 2014             |
| 132             | 2                | Das Legendarium                | 10. Juni 2014                  | Legendarium                | 13. Januar 2014            |
| 133             | 3                | Die fliegende Schule           | 11. Juni 2014                  | Il collegio volante        | 20. Januar 2014            |
| 134             | 4                | Bloomix-Kräfte                 | 12. Juni 2014                  | Il potere Bloomix          | 27. Januar 2014            |
| 135             | 5                | Das goldene Auditorium         | 13. Juni 2014                  | Golden Auditorium          | 3. Februar 2014            |
| 136             | 6                | Strudel der Flammen            | 16. Juni 2014                  | I Mangiafuoco              | 10. Februar 2014           |
| 137             | 7                | Die verschwundene Bibliothek   | 17. Juni 2014                  | La biblioteca perduta      | 17. Februar 2014           |
| 138             | 8                | Angriff der Sphinx             | 18. Juni 2014                  | L'attacco della sfinge     | 24. Februar 2014           |
| 139             | 9                | Der Schrein des Grünen Drachen | 19. Juni 2014                  | Il Tempio del Drago Verde  | 3. März 2014               |
| 140             | 10               | Das geheime Gewächshaus        | 20. Juni 2014                  | La serra di Alfea          | 10. März 2014              |
| 141             | 11               | Zerstörte Träume               | 23. Juni 2014                  | Sogni infranti             | 17. März 2014              |
| 142             | 12               | Ein Schimmer in der Dunkelheit | 24. Juni 2014                  | I figli della notte        | 24. März 2014              |
| 143             | 13               | Die große Feenmutter           | 25. Juni 2014                  | La Fata Madrina            | 3. April 2014              |
| 144             | 14               | Mythix                         | 4. August 2014                 | Mythix                     | 7. April 2014              |
| 145             | 15               | Das Geheimnis von Calavera     | 5. August 2014                 | Il mistero di Calavera     | 31. Juli 2014              |
| 146             | 16               | Die Zombie-Invasion            | 6. August 2014                 | L'invasione degli zombie   | 1. August 2014             |
| 147             | 17               | Der Fluch von Fearwood         | 7. August 2014                 | La maledizione di Fearwood | 1. August 2014             |
| 148             | 18               | Das magische Totem             | 8. August 2014                 | Il totem magico            | 1. August 2014             |
| 149             | 19               | Königin für einen Tag          | 11. August 2014                | Regina per un giorno       | 2. August 2014             |
| 150             | 20               | Stellas große Party            | 12. August 2014                | Il banchetto di Solaria    | 2. August 2014             |
| 151             | 21               | Monsterverliebt                | 13. August 2014                | Un amore mostruoso         | 2. August 2014             |
| 152             | 22               | Das Musik-Café                 | 14. August 2014                | Music Café                 | 3. August 2014             |
| 153             | 23               | Die Hymne                      | 15. August 2014                | L'inno di Alfea            | 3. August 2014             |
| 154             | 24               | Das legendäre Duell            | 18. August 2014                | Scontro fra campioni       | 3. August 2014             |
| 155             | 25               | Acheron                        | 19. August 2014                | Acheron                    | 3. August 2014             |
| 156             | 26               | Winx für immer                 | 20. August 2014                | Winx per sempre            | 4. August 2014             |

| Nummer (gesamt) | Nummer (Staffel) | Deutscher Titel                  | Erstausstrahlung (Deutschland) | Italienischer Titel            | Erstausstrahlung (Italien) |
| --------------- | ---------------- | -------------------------------- | ------------------------------ | ------------------------------ | -------------------------- |
| 157             | 1                | Der Alfea-Naturpark              | 10. August 2015                | Il parco naturale di Alfea     | 21. September 2015         |
| 158             | 2                | Die jungen Feen werden erwachsen | 11. August 2015                | Giovani fate crescono          | 21. September 2015         |
| 159             | 3                | Butterflix                       | 12. August 2015                | Butterflix                     | 22. September 2015         |
| 160             | 4                | Die erste Farbe des Universums   | 13. August 2015                | Il primo colore dell'universo  | 22. September 2015         |
| 161             | 5                | Ein Freund aus der Vergangenheit | 14. August 2015                | Un amico dal passato           | 23. September 2015         |
| 162             | 6                | Abenteuer in Lynphea             | 17. August 2015                | Avventura su Lynphea           | 23. September 2015         |
| 163             | 7                | Vorsicht vor dem Wolf            | 18. August 2015                | Attenti al Magilupo            | 24. September 2015         |
| 164             | 8                | Zurück im Mittelalter            | 19. August 2015                | Ritorno al medioevo            | 24. September 2015         |
| 165             | 9                | Die Feenkatze                    | 20. August 2015                | Il gatto magico                | 25. September 2015         |
| 166             | 10               | Die Winx in der Falle            | 21. August 2015                | Winx in trappola!              | 25. September 2015         |
| 167             | 11               | Mission im Dschungel             | 24. August 2015                | Missione nella giungla         | 26. September 2015         |
| 168             | 12               | Ein Feentier für Tecna           | 25. August 2015                | Un animale fatato per Tecna    | 26. September 2015         |
| 169             | 13               | Das Geheimnis des Einhorns       | 26. August 2015                | Il segreto dell'unicorno       | 27. September 2015         |
| 170             | 14               | Die Tynix-Verwandlung            | 28. Dezember 2015              | Potere Tynix                   | 27. September 2015         |
| 171             | 15               | Die magischen Steine             | 29. Dezember 2015              | Le pietre magiche              | 28. September 2015         |
| 172             | 16               | Zurück in der Paradiesbucht      | 30. Dezember 2015              | Ritorno a Baia Paradiso        | 28. September 2015         |
| 173             | 17               | Verloren in einem Tropfen        | 31. Dezember 2015              | Viaggio in una goccia          | 29. September 2015         |
| 174             | 18               | Der Bananen-Tag                  | 1. Januar 2016                 | Il rapimento di Stella         | 29. September 2015         |
| 175             | 19               | Der Regenbogen von Magix         | 4. Januar 2016                 | L'arcobaleno di Magic          | 30. September 2015         |
| 176             | 20               | Baby-Winx                        | 6. Mai 2016                    | Baby Winx                      | 30. September 2015         |
| 177             | 21               | Was für eine verrückte Welt!     | 9. Mai 2016                    | Pazzo, pazza mondo             | 1. Oktober 2015            |
| 178             | 22               | Die Diamanten-Miniwelt           | 10. Mai 2016                   | Il Regno dei diamanti          | 1. Oktober 2015            |
| 179             | 23               | Das Geheimnis von Alfea          | 11. Mai 2016                   | Il cuore di Alfea              | 2. Oktober 2015            |
| 180             | 24               | Der goldene Schmetterling        | 12. Mai 2016                   | La farfalla dorata             | 2. Oktober 2015            |
| 181             | 25               | Neue magische Harmonie           | 13. Mai 2016                   | Un patto inatteso              | 3. Oktober 2015            |
| 182             | 26               | Die Macht der Feentiere          | 16. Mai 2016                   | Il potere degli animali fatati | 3. Oktober 2015            |

| Nummer (gesamt) | Nummer (Staffel) | Deutscher Titel | Erstausstrahlung (Deutschland) | Italienischer Titel           | Erstausstrahlung (Italien) |
| --------------- | ---------------- | --------------- | ------------------------------ | ----------------------------- | -------------------------- |
| 183             | 1                | –               | –                              | La notte delle stelle         | 15. April 2019             |
| 184             | 2                | –               | –                              | Nel regno dei Lumen           | 16. April 2019             |
| 185             | 3                | –               | –                              | Attacco al nucleo             | 17. April 2019             |
| 186             | 4                | –               | –                              | PopStar!                      | 18. April 2019             |
| 187             | 5                | –               | –                              | Il segreto di Orion           | 19. April 2019             |
| 188             | 6                | –               | –                              | La stella faro                | 21. April 2019             |
| 189             | 7                | –               | –                              | Trappola su Prometia          | 22. April 2019             |
| 190             | 8                | –               | –                              | Negli abissi di Andros        | 23. April 2019             |
| 191             | 9                | –               | –                              | La luce di Gorgol             | 24. April 2019             |
| 192             | 10               | –               | –                              | Il potere dell’Idra           | 25. April 2019             |
| 193             | 11               | –               | –                              | Il tesoro magico di Syderia   | 26. April 2019             |
| 194             | 12               | –               | –                              | Festa a sorpresa              | 28. April 2019             |
| 195             | 13               | –               | –                              | L’ombra di Valtor             | 29. April 2019             |
| 196             | 14               | –               | –                              | La Stella dei Desideri        | 29. Juli 2019              |
| 197             | 15               | –               | –                              | Una nuova missione            | 30. Juli 2019              |
| 198             | 16               | –               | –                              | La festa dello sparx          | 31. Juli 2019              |
| 199             | 17               | –               | –                              | Il vestito della regina       | 1. August 2019             |
| 200             | 18               | –               | –                              | La valle degli unicorni alati | 2. August 2019             |
| 201             | 19               | –               | –                              | La torre oltre le nuvole      | 3. August 2019             |
| 202             | 20               | –               | –                              | Il cuore verde di Linphea     | 11. September 2019         |
| 203             | 21               | –               | –                              | La gara di ballo su Melody    | 12. September 2019         |
| 204             | 22               | –               | –                              | Il segreto dell’armonia       | 13. September 2019         |
| 205             | 23               | –               | –                              | Fra terra e mare              | 14. September 2019         |
| 206             | 24               | –               | –                              | Tra i ghiacci di Dyamond      | 15. September 2019         |
| 207             | 25               | –               | –                              | La volpe bianca               | 16. September 2019         |
| 208             | 26               | –               | –                              | Scritto nelle stelle          | 17. September 2019         |

## Home-Media-Veröffentlichungen
Die ersten sieben Staffeln erschienen in Deutschland als 35 Einzel-DVDs (Staffeln 1, 4 bis 7 je 5 DVDs, Staffeln 2 und 3 je 6 DVDs) sowie als 6 Staffelboxen (Staffeln 1, 5 und 6 mit 5 DVDs, Staffeln 2 bis 4 je 4 DVDs). Weiterhin erschienen der erste Kinofilm Winx Club – Das Geheimnis des verlorenen Königreichs am 22. Januar 2009 auf DVD, der zweite Kinofilm Winx Club 3D – Das magische Abenteuer am 23. September 2011 auf DVD, Blu-ray und als 3D Blu-Ray und der dritte Film Winx Club – Das Geheimnis des Ozeans am 20. März 2015 auf DVD und Blu-ray.
Die Specials sind am 11. Januar 2013 auf 2 DVDs mit jeweils 2 Specials pro DVD erschienen. Am 2. Oktober 2015 erschien eine Neuauflage der kompletten ersten Staffel als 6-DVD-Box.
- Die komplette erste Staffel erschien am 21. Februar 2006.
- Die komplette zweite Staffel erschien am 25. Februar 2008.
- Die komplette dritte Staffel erschien am 3. April 2009.
- Die komplette vierte Staffel erschien am 20. August 2010.
- Die komplette fünfte Staffel erschien am 31. Juli 2015.
- Die komplette sechste Staffel erschien am 24. Juni 2016.
- Die komplette siebte Staffel erschien am 16. März 2018.

## Adaptionen

### Ableger
Pop Pixie
Der erste Winx Club-Ableger wurde zwischen 2008 und 2010 produziert.
Pop Pixie beinhaltet 52 14-minütige Episoden. Die Serie wurde zwischen dem 10. Januar 2011 und dem 22. März 2011 auf dem italienischen Fernsehsender Rai 2 ausgestrahlt. Die deutsche Ausstrahlung fand zwischen dem 27. Juni 2011 und dem 30. April 2012 auf Nickelodeon statt. Zu Pop Pixie erschienen ebenfalls DVDs.
In der Serie dreht sich alles um die Elfen und ihren Alltag in der Stadt Pixieville. Wie bei Winx Club können sich die Elfen auch verwandeln. Die Elfen müssen ihre Talente entdecken, um sich Magicpops zu verdienen. Magicpops sind runde Kugeln. Sie enthalten die magischen Kräfte des Pixies, der es bekommt. Diese wachsen am Baum des Lebens. Doch dort gibt es auch Bösewichte, die „Anti-Elfen“ oder auch Kobolde, die den Einwohnern von Pixieville Streiche spielen wollen.
Die Welt der Winx
Im September 2014 wurde bekannt, dass es ein weiteres Spin-off zur Serie geben wird. Der Ableger Die Welt der Winx wird in Kooperation zwischen Rainbow S.p.A. und Netflix produziert.
Die erste Staffel der Spin-off-Serie erschien weltweit am 4. November 2016 und die zweite Staffel am 16. Juni 2017 auf Netflix. Beide Staffeln umfassen je 13 Episoden mit jeweils einer Länge von ca. 24 Minuten.
In der Serie Die Welt der Winx haben die sechs Feen des Winx Clubs – Bloom, Stella, Flora, Tecna, Musa und Layla – die Magische Dimension verlassen und begeben sich in Blooms alter Heimat Gardenia auf die Suche nach Menschen mit außergewöhnlichen Talenten. Ein geheimnisvoller Talentdieb hat es sich ebenso zur Aufgabe gemacht, besondere Menschen aufzuspüren. Um mehr Informationen über den neuen Feind in Erfahrung bringen zu können, schlüpfen die Mädchen in die Rolle von Talentscouts und suchen im Rahmen der Talentshow WOW! WOW! WOW! weiter nach Menschen mit speziellen Begabungen. Dabei ermitteln sie undercover parallel zum Dreh der Realityshow – stets in der Gefahr von Ace, dem Moderator von WOW! WOW! WOW!, enttarnt zu werden.
Fate: The Winx Saga
Im März 2018 kündigte Netflix eine erneute Zusammenarbeit mit Rainbow S.p.A. an: Geplant ist eine Winx Club Serie, bei der diesmal die Handlung und Charaktere von echten Schauspielerinnen und Schauspielern verkörpert werden. Laut Eric Barmack, Vizepräsident von International Originals of Netflix, soll die Serie junge Erwachsene ansprechen und tiefgründigere Handlungsstränge präsentieren, wobei es bei der Handlung um dieselbe handelt, wie in der Serie: „...die Feen lernen, ihre Kräfte zu schärfen, während sie in einem magischen Internat zusammenleben“. Die erste Staffel wurde in Irland gedreht und wird 2019/2020 erwartet. Ab August 2019 war die Serie in der Vorproduktion, wobei Brian Young als Showrunner und Judy Counihan als ausführender Produzent fungierten. Die Dreharbeiten begannen im September 2019 für das ursprünglich geplante Erscheinungsdatum 2020. Laut Eric Barmack von Netflix soll die Serie tiefere Handlungsstränge bieten, während die allgemeine Geschichte der animierten Version beibehalten wird. Am 17. September 2019 wurde verkündet, dass Abigail Cowen Bloom spielen wird. Die Serie erschien am 22. Januar 2021 auf Netflix.

### Merchandise
Neben den DVDs, Blu-rays und 3D Blu-rays erschienen auch viele CDs. Darunter Hörspiele der ersten drei Staffeln und der fünften Staffel, der Filme und Soundtracks der Filme. Seit 2007 erscheint in Deutschland ein Magazin von Blue Ocean Entertainment. Es richtet sich vor allem an Mädchen zwischen 7 und 12 Jahren. Bis zum 19. Februar 2013 erschien das Magazin monatlich, seitdem nur noch sechsmal im Jahr, was auf den neuen Lizenzvertrag mit Rainbow S.p.A. zurückzuführen ist.
2005 erschienen drei Comics, die sich an der ersten Staffel der Serie orientierten:
- Band 1 – Die geheimnisvollen Feen von Alfea. Dino Entertainment, Mai 2005, ISBN 3-8332-1249-7.
- Band 2 – Verliebt in die Jungs von der Roten Fontäne. Dino Entertainment, November 2005, ISBN 3-8332-1250-0.
- Band 3 – Im Kampf gegen die bösen Hexen. Dino Entertainment, November 2005, ISBN 3-8332-1300-0.

Des Weiteren erschienen 2009 auch 2 gebundene Bücher, die Geschichten des Winx Club fernab der Serie beinhalten:
- Ewige Freundschaft. – Nelson Verlag, deutsche Ausgabe 2009, ISBN 978-3-86885-046-8
- Die Macht Der Mondblumen. – Nelson Verlag, deutsche Ausgabe 2009, ISBN 978-3-86885-047-5

Außerdem basieren zahlreiche Spiele (für PC, Game Boy Advance, PlayStation Portable, PlayStation 2, Nintendo DS, Nintendo Wii und Nintendo 3DS) und Apps auf der Serie. Auch waren die Winx 2006 (mit den Figuren: Bloom, Stella, Flora, Layla, Musa und Tecna) und 2012 (mit den Figuren: Bloom, Stella, Flora, Layla, Musa, Tecna, Sky und Icy) als Überraschungseier-Serie erhältlich.

### Soundtrack
Im Jahr 2009 erschien das Album Winx in Concert (EN/DE), welches Lieder aus dem ersten Film Winx Club – Das Geheimnis des verlorenen Königreiches und der vierten Staffel der Serie enthält. Produziert wurde es von Maurizio D’Aniello, der u. a. auch für die Musik in Pop Pixie oder Maggie & Bianca Fashion Friends zuständig war. Die Lieder schrieb er in Zusammenarbeit mit Sängerin Elisa Rosselli.
| Nr. | Spieldauer | Italienischer Titel    | Italienischer Interpret | Englischer Titel        | Englischer Interpret | Deutscher Titel             | Deutscher Interpret |
| --- | ---------- | ---------------------- | ----------------------- | ----------------------- | -------------------- | --------------------------- | ------------------- |
| 1   | 2:50 Min.  | Mambochiwambo          | Elisa Rosselli          | The Mambochiwambo Song  | Elisa Rosselli       | Mambochiwambo               | Lena Mahrt          |
| 2   | 3:41 Min.  | Unica                  | Elisa Rosselli          | You're the One          | Elisa Rosselli       | Du bist es                  | Lena Mahrt          |
| 3   | 3:18 Min.  | Segui il tuo cuore     | Elisa Rosselli          | Fly                     | Elisa Rosselli       | Flieg                       | Lena Mahrt          |
| 4   | 4:30 Min.  | Irraggiungibile        | Elisa Rosselli          | Endlessly               | Elisa Rosselli       | Unendlich                   | Lena Mahrt          |
| 5   | 2:51 Min.  | Vita da star           | Elisa Rosselli          | Spotlight               | Elisa Rosselli       | Im Spotlight                | Lena Mahrt          |
| 6   | 4:25 Min.  | Tutti i sogni miei     | Elisa Rosselli          | Crazy in Love with You  | Elisa Rosselli       | Total verliebt in dich      | Lena Mahrt          |
| 7   | 3:34 Min.  | Ti parlo di me         | Elisa Rosselli          | Live My Life            | Elisa Rosselli       | Weil ich mein Leben leb     | Lena Mahrt          |
| 8   | 4:11 Min.  | Reazione a catena      | Elisa Rosselli          | Chain Reaction          | Elisa Rosselli       | Ketten Reaktion             | Lena Mahrt          |
| 9   | 3:09 Min.  | Reazione a catena      | Elisa Rosselli          | Heart of Stone          | Elisa Rosselli       | Herz aus Stein              | Lena Mahrt          |
| 10  | 2:29 Min.  | Un regno e una bambina | Elisa Rosselli          | A Kingdom and a Child   | Elisa Rosselli       | Ein Königreich und ein Kind | Lena Mahrt          |
| 11  | 3:00 Min.  | Prova a prenderci      | Elisa Rosselli          | Catch Us If You Can     | Elisa Rosselli       | Fangt uns wenn ihr könnt    | Lena Mahrt          |
| 12  | 3:38 Min.  | Magia di Winx          | Elisa Rosselli          | Superheroes             | Elisa Rosselli       | Superhelden                 | Lena Mahrt          |
| 13  | 2:28 Min.  | La tua musica è la mia | Elisa Rosselli          | This Big World          | Elisa Rosselli       | Große Welt                  | Lena Mahrt          |
| 14  | 4:00 Min.  | Quando sei con me      | Elisa Rosselli          | The World Belongs to Me | Elisa Rosselli       | Die Welt gehört nur mir     | Lena Mahrt          |